# 러시아-우크라이나 전쟁
러시아-우크라이나 전쟁(러시아어: российско-украинская война, 우크라이나어: російсько-українська війна) 또는 우크라이나 전쟁, 러우전쟁은 2014년 이후 지속되고 있는 러시아와 우크라이나 사이의 전쟁이다.
1991년 소련의 붕괴 이후 우크라이나를 비롯한 옛 소련 소속 국가들 다수는 독립국가연합을 구성하고 있었다. 독립국가연합 안에서 러시아는 옛 소련의 패권을 유지하고자 하였으나 소련 붕괴 이후 각국이 경제 위기를 겪으면서 구심력을 확보하기는 어려웠고, 독립국가연합을 구성하는 국가들 안에서 탈러시아 움직임이 일자 갈등이 지속되었다. 우크라이나는 독립국가연합 결성 초기부터 중요한 참가국의 하나였으나 러시아의 간섭에 반발하며 친서방 정책을 요구하는 정치 운동이 거세게 일었다. 2004년 오렌지 혁명 이후 우크라이나의 탈러시아 움직임은 본격화되었으나 빅토르 유셴코 정부의 경계 정책 실패와 함께 돈바스를 중심으로 한 친러시아 움직임이 일어났다. 2010년 친러시아 정치세력은 선거에 승리하여 빅토르 야누코비치가 당선되었다.
2013년 유로마이단이 일어나면서 우크라이나의 친러시아 정권이 붕괴하였다. 유로마이단이 진행되는 동안 러시아는 국경 지대에 10만여 명의 병력을 집결하며 위협하였지만 다시 친서방 정치세력이 집권하는 것을 막을 수는 없었다. 우크라이나의 탈러시아 움직임에 러시아는 직접적인 군사 개입으로 대응하였다. 소치 올림픽이 끝난 직후인 2014년 2월 22일 러시아가 크림반도를 점령하면서 러시아-우크라이나 전쟁이 시작되었다. 러시아의 크림반도 합병 이후 전쟁은 우크라이나 안의 내전 양상을 띄었다. 러시아의 지원을 받는 친러시아 민병대는 도네츠크 인민공화국과 루한스크 인민공화국을 선포하며 분리 독립을 주장하여 돈바스 전쟁이 일어나게 된다. 러시아는 이들의 독립을 승인한 뒤 크림반도의 경우와 같이 주민투표 형식을 통해 러시아에 합병하고자 하였다.
우크라이나는 러시아의 돈바스 지원을 간섭으로 인식하였고 결국 2018년 독립국가연합을 탈퇴하였다. 2019년 볼로디미르 젤렌스키가 우크라이나의 대통령으로 당선된 뒤 NATO와 유럽연합의 가입을 희망하며 친서방 정책을 강화하자 러시아는 2021년 말부터 국경에 대규모 병력을 집결시키며 침공 위협을 하였다. 당시 미국은 조만간 러시아의 침공이 있을 것이라 예견하였으나 러시아는 이를 부인하였다.
2022년 2월 24일 러시아는 우크라이나를 침공하였다. 이로 인한 전면전은 현재까지 지속되고 있다. 침공 당시 푸틴은 이를 전쟁이 아닌 "특별 군사 작전"에 불과하다고 주장하여 왔으나 2024년 3월 이후 결국 "전쟁"이라 인정하고 있다. 개전 초기 신속하게 키이우를 점령하고자 하였던 러시아의 계획은 우크라이나의 강력한 저항으로 실패하였고 전쟁이 장기화되었다. 국제 사회는 러시아의 침공을 규탄하고 이에 따른 각종 제재를 실시하고 있다.
전쟁이 장기화되면서 피해 역시 매우 크게 증가하고 있다. 우크라이나는 전국이 전쟁터가 되면서 1천만명 가량의 난민이 발생하였고 50만명 이상의 병사가 죽거나 다쳤다. 침공한 러시아의 피해 규모도 커서 14만6천명에서 21만1천명 사이의 전사자가 발생한 것으로 추정된다. 러시아는 자국 내의 여론 통제를 위해 전사 규모를 축소 발표하여 실제 사상자 규모를 파악하기는 어렵다.
2025년 8월 현재 러시아-우크라이나 전쟁의 전선은 드네프르강을 사이에 두고 고착된 양상이다. 러시아가 드네프르강 동쪽의 점령지를 합병하는 것을 휴전 조건으로 내세우자 우크라이나는 2024년 8월 6일 러시아의 서부 쿠르스크주를 공격하였지만 러시아는 조선민주주의인민공화국의 병력을 지원받아 공세를 강화하였고 우크라이나군은 큰 피해를 입고 후퇴하였다. 여러 나라들이 러시아에 휴전을 요구하고 있고 미국 역시 관세로 압박하며 휴전을 요구하고 있지만 러시아는 오히려 공세를 강화하고 있다.

## 배경

### 탈소련 시대와 오렌지 혁명과 이전
1954년 니키타 흐루쇼프 소련 공산당 서기장의 제안에 따라 페레야슬라프 조약 체결 300주년을 기념하고 러시아와 우크라이나 간의 우호를 표시하기 위한 차원에서 크림주를 우크라이나 소비에트 사회주의 공화국에 양도했을때 당시에 소련에 행정구역 변경이었지만  1991년에는 우크라이나 소비에트 사회주의 공화국의 자치 공화국인 크림 소비에트 사회주의 자치 공화국이 수립되었고 1992년에는 소련으로부터 독립한 우크라이나의 자치 공화국인 크림 자치 공화국이 수립되었다. 1990년 독일의 재통일 이후에 소련이었던 발트3국이 북대서양 조약 기구에 가입했다. 1991년 소련이 붕괴된 이후에도 러시아와 우크라이나는 긴밀한 관계를 유지했다. 1994년에는 우크라이나가 보유한 핵무기를 포기하고 핵확산방지조약(NPT) 가입에 동의하였다. 조약 가입과 함께 구소련으로부터 인계받아 가지고 있었던 핵무기가 제거 및 해체되었다. 그 댓가로 러시아, 영국, 미국은 부다페스트 안전 보장 각서를 통해 우크라이나의 영토 보존과 정치적 독립 유지에 합의하였다. 1999년 러시아는 유럽 안보 헌장의 서명국으로 "각 가맹국이 동맹 조약을 포함한 안보협정을 자유롭게 선택하거나 변경할 수 있는 고유한 권리가 있음을 재확인"하였다. 소련이 해체된 이후 몇년간 동구권 국가들은 1993년 러시아 헌정위기, 1992년 압하지야 전쟁, 제1차 체첸 전쟁(1994-1996년) 등 지역 내 안보 위협에 부분적으로 대응하여 나토에 가입하는 움직임을 보였다. 이에 대해 러시아의 지도층은 나토가 더 이상 동쪽으로 확대하지 않을 것이라는 서양의 비공식적인 보장을 위반한다고 주장했다.
2004년 우크라이나 대통령 선거에는 여러 논란이 발생했다. 선거 유세 기간 도중 야당 후보였던 빅토르 유셴코가 TCDD 다이옥신이 들어간 스프에 중독되어 쓰러지는 사건이 발생했고, 나중에 유셴코는 이를 러시아의 사주로 발생한 사건이라고 주장했다. 11월에는 당시 우크라이나의 총리였던 빅토르 야누코비치가 승자로 선언되었으나 선거 참관인들은 여러 투개표 조작 의혹을 주장하였다. 두 달간 오렌지 혁명으로 알려진 여러 거대 시위가 발생해 선거 조작에 대해 항의하였다. 우크라이나 대법원이 본 대통령 선거를 부정 선거로 규정, 무효화하자 재선거가 열렸으며 재선거 결과 빅토르 유셴코가 대통령으로, 율리야 티모셴코가 총리로 집권하였고 빅토르 야누코비치가 패배하였다. 오렌지 혁명은 종종 21세기 초 구소련 국가에서 일어난 여러 시위와 함께 묶어 색깔 혁명으로 부르기도 한다. 앤서니 코더스먼에 따르면 러시아군의 장교들은 이러한 색깔 혁명을 미국과 유럽이 이웃국을 불안정하게 만들고 러시아의 국가안보를 약화시키러는 시도라고 봤다. 러시아의 푸틴 대통령은 2011-2013년 러시아 시위의 주체를 유셴코 대통령의 전 고문이라고 주장하였으며, 이 시위를 러시아에 오렌지 혁명을 일으키러는 시도라고 비난했다. 이 기간 푸틴을 지지하는 집회는 "반 오렌지 시위"라고 불렀다.

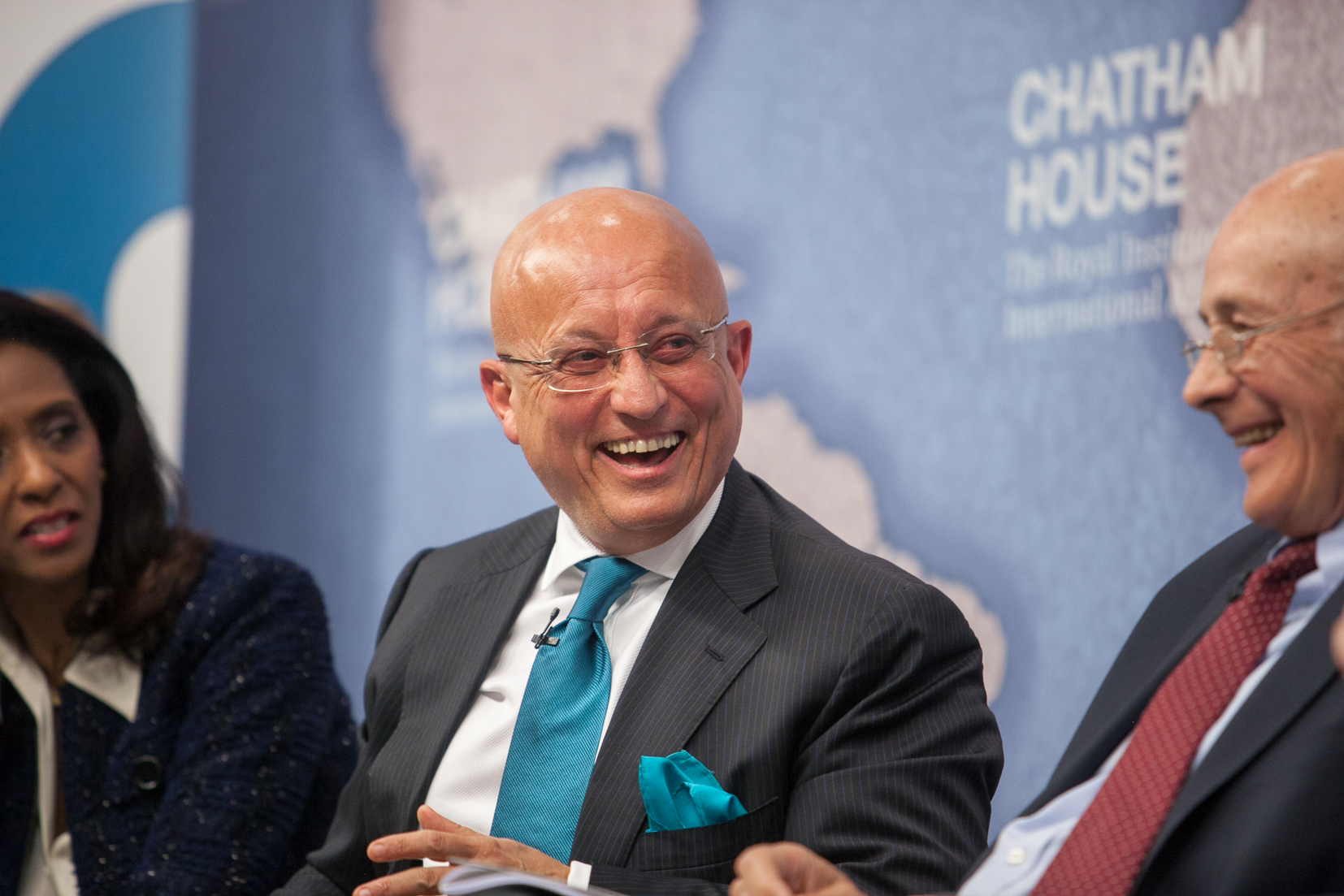
푸틴의 최측근 중 한명인 세르게이 카라가노프는 러시아의 우크라이나 침공을 이끈 수많은 핵심 사상을 공식화했다.

2008년 부큐레슈티 회담에서 우크라이나와 조지아가 나토 가입을 모색하였다. 나토 회원국의 반응은 엇갈렸는데 서유럽 국가들은 러시아의 반감을 사지 않기 위해 "회원국 행동 계획"(MAP) 제출을 반대하였고, 반대로 미국의 대통령 조지 W. 부시는 두 국가의 나토 가입을 추진했다. 나토는 결국 우크라이나와 조지아에 대한 MAP 제공을 거부하였으나, "두 국가는 나토 회원국이 될 것"에 동의하는 성명을 발표하였다. 푸틴 대통령은 우크라이나와 조지아의 나토 가입을 강력하게 반대하였다. 2022년 1월까지 우크라이나가 나토에 가입할 가능성은 극히 희박했다.

### 유로마이단, 혁명과 친러 소요사태
2009년 야누코비치는 2010년 우크라이나 대통령 선거 출마를 선언하였고, 2010년 대선에서 최종적으로 대통령에 당선되었다. 2013년 11월에는 야누코비치가 유럽 연합-우크라이나 공동체 협정에 서명하지 않으며, 대신 러시아와의 관계를 더욱 긴밀히 하고 유라시아 경제 연합에 가입하겠다고 갑작스럽게 결정하면서 친 유럽연합(EU) 시위가 대규모로 일어났다. 우크라이나 의회는 EU와의 최종 협정안을 압도적인 표차로 승인하였고, 러시아는 우크라이나에게 이를 승인하지 말라고 압력을 가했다.
유로마이단이라는 이름으로 불린 수 개월의 시위 끝에 2014년 2월 21일 야누코비치와 야당 지도부는 조기선거 요구에 관한 합의 협정에 서명하였다. 다음 날에는 야누코비치가 수도 키이우를 떠났으며 직후 탄핵 투표를 통해 대통령으로의 권한이 박탈되었다. 2월 23일에는 우크라이나 의회가 러시아어를 공용어로 지정한 2012년 언어법을 폐기하자는 법안이 발의되었다. 이 법안은 채택되지 않았지만 우크라이나 내 러시아어 사용 지역에서 부정적인 반응이 나왔으며 러시아계 언론에서는 러시아 민족이 임박한 위협에 처해 있다고 말하면서 격양되었다.
2월 27일 총리 아르세니 야체뉴크의 과도정부가 수립되었고 조기 대통령 선거가 계획되었다. 다음날에는 야누코비치가 러시아에서 다시 모습을 드러내고 러시아가 크림반도에서 노골적인 군사 작전을 수행하고 있을 때 기자회견에서 자신이 여진히 우크라이나의 대통령이라고 선언하였다. 우크라이나 내 러시아어 사용자 인구가 많은 동우크라이나 지역의 정계 지도자들은 야누코비치를 따른다고 말하면서 2014년 우크라이나 친러시아 분쟁이 발발하였다.

### 크림반도 내 러시아군 기지
분쟁 초기 러시아는 흑해 함대 산하 약 12,000명의 병력이 세바스토폴, 카차, 흐바르데이스코에, 사리치 등 크림반도 곳곳에 배치되어 있었다. 2005년에는 얄타 근처 사리치곶 등대와 기타 해상 신호소에 대한 통제권을 놓고 분쟁이 있었다. 러시아군의 주둔은 우크라이나와 기지 주둔 및 운송 협정으로 허용되어 있었다. 협정에 따라 크림반도에 주둔 중인 러시아군은 우크라이나의 주권을 존중하고 우크라이나법을 존중하며 국가 내정에 간섭하지 않고 국경을 넘을 때 "군신분증"을 보여주도록 요구한 채로 크림반도 내 최대 25,000명까지 러시아군 주둔을 허용하였다. 분쟁 초기 협정에 따른 병력 제한으로 러시아는 안보우려를 가장하여 크림반도에서 작전 수행을 위한 특수부대 및 기타 필요 부대를 배치하기 위해 주둔 군사를 강화하였다.
1997년 체결된 소련 흑해 함대의 분할에 관한 원 조약에 따르면 러시아는 2017년까지만 크림반도에 군사 기지 주둔이 허용되었고 이후에는 크림 자치 공화국과 세바스토폴에서 흑해 함대를 포함한 모든 주둔 중인 러시아군이 철수해야 했다. 2009년 러시아-우크라이나 가스 분쟁을 해결하기 위해 우크라이나의 대통령 빅토르 야누코비치는 2010년 4월 21일 하르키우 합의를 체결하면서 조약 갱신권과 함께 크림반도의 주둔군 기한을 2042년까지 연장했다.

### 군사 작전 선언
진행 중인 러시아-우크라이나 전쟁은 공식적으로 선전포고가 발효되지 않았다. 2022년 러시아의 우크라이나 침공이 시작될 때 크렘린군은 침공을 발표하면서 정식 선전포고를 쓰지 않고 "특별 군사 작전"을 개시했다고 말했다. 하지만 본 선언은 우크라이나 정부가 선전포고로 간주하였고 국제 여러 언론들도 이를 따라 사실상의 선전포고로 보도하였다. 우크라이나 의회는 우크라이나를 향해 군사 행동을 개시한 러시아를 "테러국가"라고 언급하였지만 우크라이나 역시 러시아를 향해 공식적으로 선전포고하진 않았다.

## 역사

### 2014년 러시아의 크림반도 합병

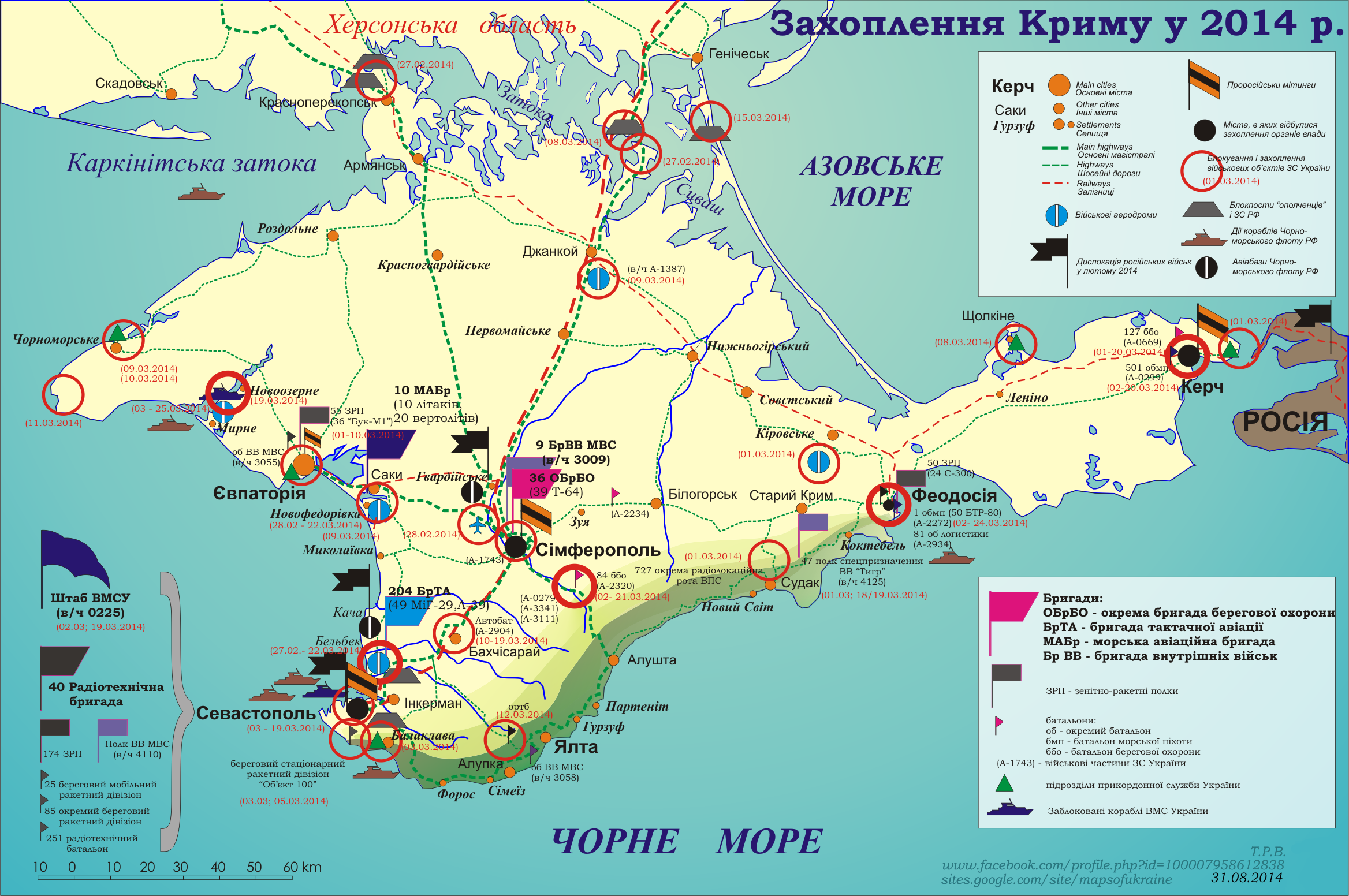
2014년 2-3월 사이 러시아가 크림반도를 점령하는 동안 크림반도 내의 우크라이나군도 포위했다.

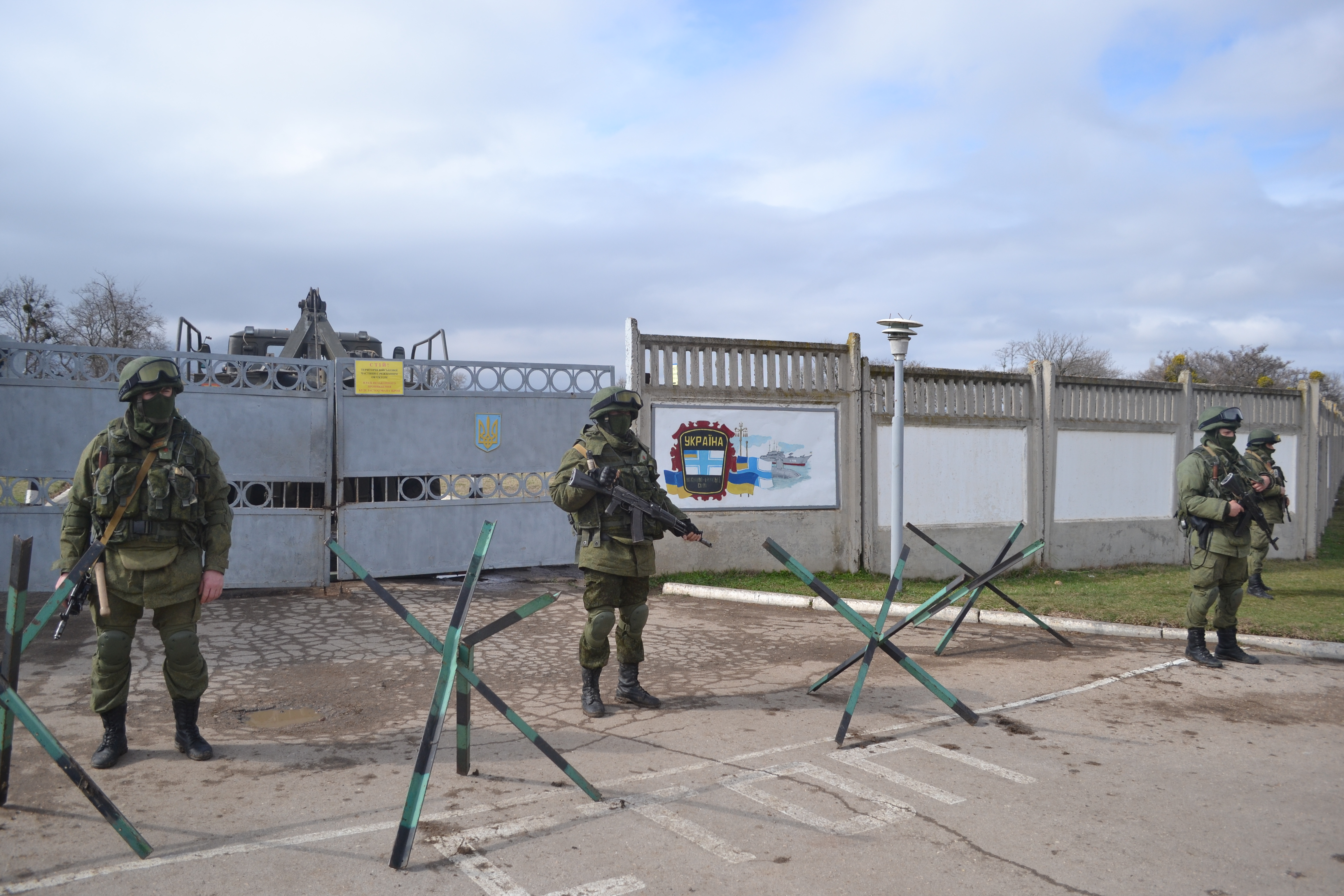
페레발노예에 있는 우크라이나의 군사 기지를 봉쇄한 러시아군들.

2014년 2월 20일에는 러시아가 크림반도를 합병하기 시작했다. 2월 22일과 23일에는 러시아군과 특수부대인 스페츠나츠가 노보로시스크를 통해 크림반도로 진입하기 시작했다. 2월 27일에는 표식이 없는 러시아군이 크림반도 내를 진격하기 시작했다. 이들은 전략적으로 중요한 지점을 장악하고 크림 의회 건물을 점령했으며 의회 건물에 러시아의 국기를 게양했다. 새로 생긴 보안 건문소가 크림반도와 우크라이나 본토와의 통로를 차단하였고 크림반도 내의 이동도 곳곳의 검문소로 제한되었다.
다음날 러시아군이 크림반도의 주요 공항과 통신시설을 점령했다. 또한 러시아가 사이버 공격을 감행해 우크라이나 정부, 주요 언론, 소셜 미디어 관련 웹사이트를 다운시켰다. 또한 사이버 공격을 통해 러시아군이 우크라이나의 정부 관료, 의회 의원의 핸드폰에 접근하여 통신을 방해했다.
3월 1일 러시아 두마가 정식으로 무력 사용을 승인하여 크림반도 내로 러시아군과 군사 장비가 공식적으로 들어가기 시작했다. 이 다음날에는 남부 해군기지를 포함한 남아있던 우크라이나의 군사 기지와 기타 시설이 전부 포위당했다. 3월 18일 러시아가 크림반도를 공식적으로 합병한 후 우크라이나의 군사기지와 함선을 러시아군이 전부 급습했다. 결국 3월 24일 우크라이나 정부가 반도 철군을 명령했고 30일 모든 우크라이나군이 크림반도에서 철수했다.
4월 15일에는 우크라이나 의회가 크림반도를 일시적으로 점령된 지역이라고 선포하였다. 합병 이후 러시아는 크림반도의 군사력을 증강하고 핵무기 위협을 가했다. 푸틴 대통령은 크림반도에 러시아군 임무부대가 수립될 것이라고 발표했다. 11월에는 나토는 러시아가 크림반도에 핵무기를 배치한 것으로 보인다고 발표했다.

### 2014-2015년 돈바스 전쟁

#### 친러시아 분쟁
우크라이나 동부와 남부에서 일어난 초기 시위는 주로 우크라이나 신정부에 대한 불만을 표출하는 형태로 나타났다.. 이 단계에서는 러시아가 시위를 지지한다고 표명하는 정도로 제한된 개입만을 가했다. 하지만 러시아는 이 시위를 이용해 우크라이나를 향한 정치, 군사적 연합 전역을 시작했다. 푸틴은 돈바스 지역이 '노보로시야'의 일부라고 말하며 분리주의자에게 정당성을 부여했으며 노보로시야 지역이 어떻게 우크라이나 영토가 되었는지에 대해 당혹감을 표출했다.
3월 말부터 러시아군이 우크라이나 동부 국경에 병력을 계속 집결해 4월까지 약 3-4만명이 모였다. 이 병력 배치는 우크라이나의 대응을 방해하고 확전을 위협하는 데 사용했다. 이 위협으로 우크라이나군은 병력을 분쟁 지역 대신 러시아와의 국경으로 이동해야 했다.
우크라이나 정부는 3월 초부터 친러 시위를 진압하고 현지 분리주의 운동가를 체포했다. 분리주의 지도자들은 러시아 정보국과 관계가 있었고 러시아 쪽 사업에 관심이 있는 사람들로 바뀌었다. 2014년 4월부터는 러시아 국민이 분리주의 운동을 완전히 통제했고 체첸인과 카자크 병력을 포함한 러시아 내 자원군과 러시아의 물자 지원을 받았다. 도네츠크 인민공화국의 사령관인 이고리 기르킨에 따르면 4월에 이런 지원이 없었다면 하르키우나 오데사처럼 바로 사라졌을 것이라고 말했다. 5월 11일에는 도네츠크와 루한스크 2개 주의 지위에 대한 주민투표가 열렸다.

#### 무장 분쟁

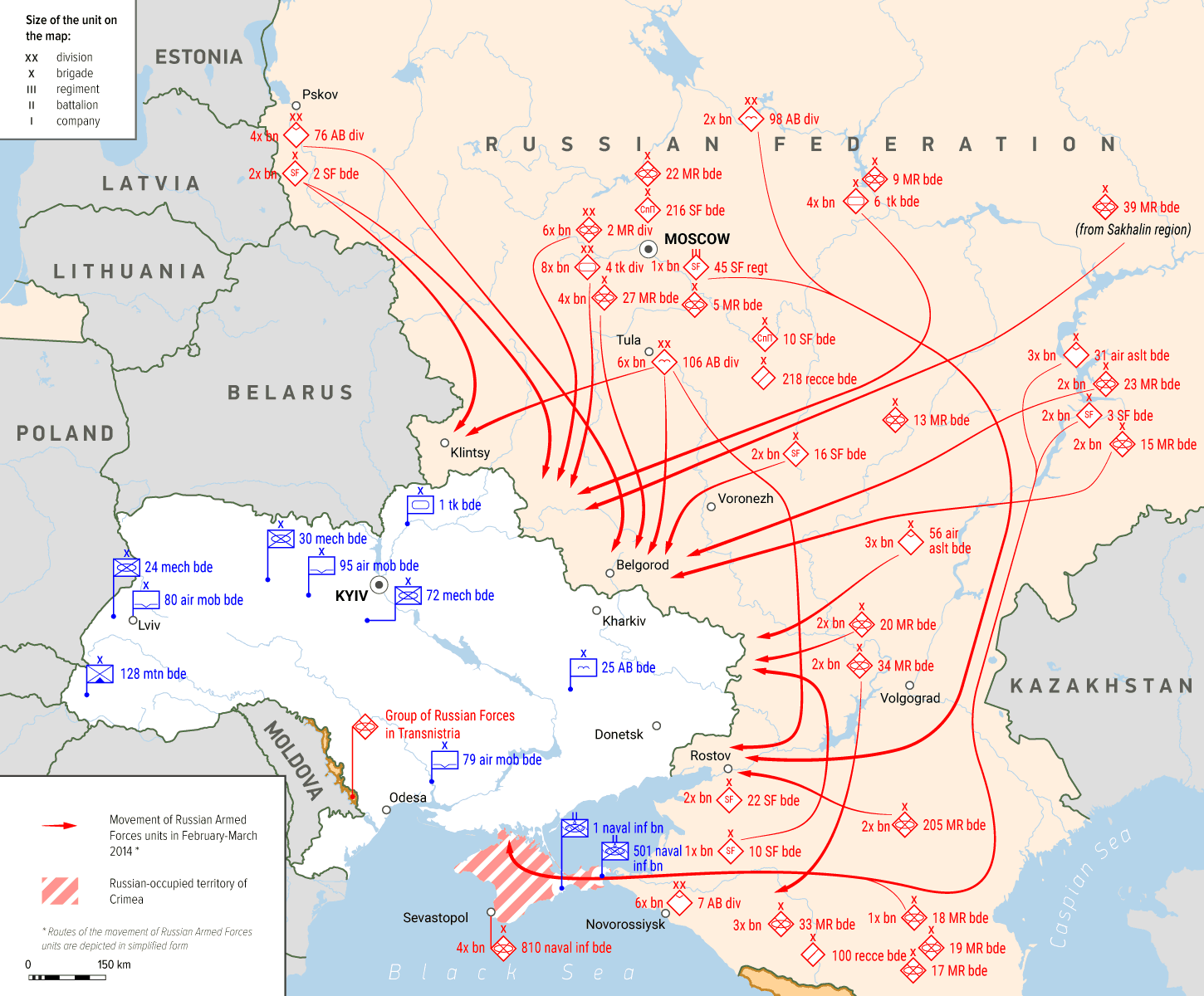
2014년 2-3월 사이 우크라이나 동부 국경의 러시아군 증강 현황 지도.

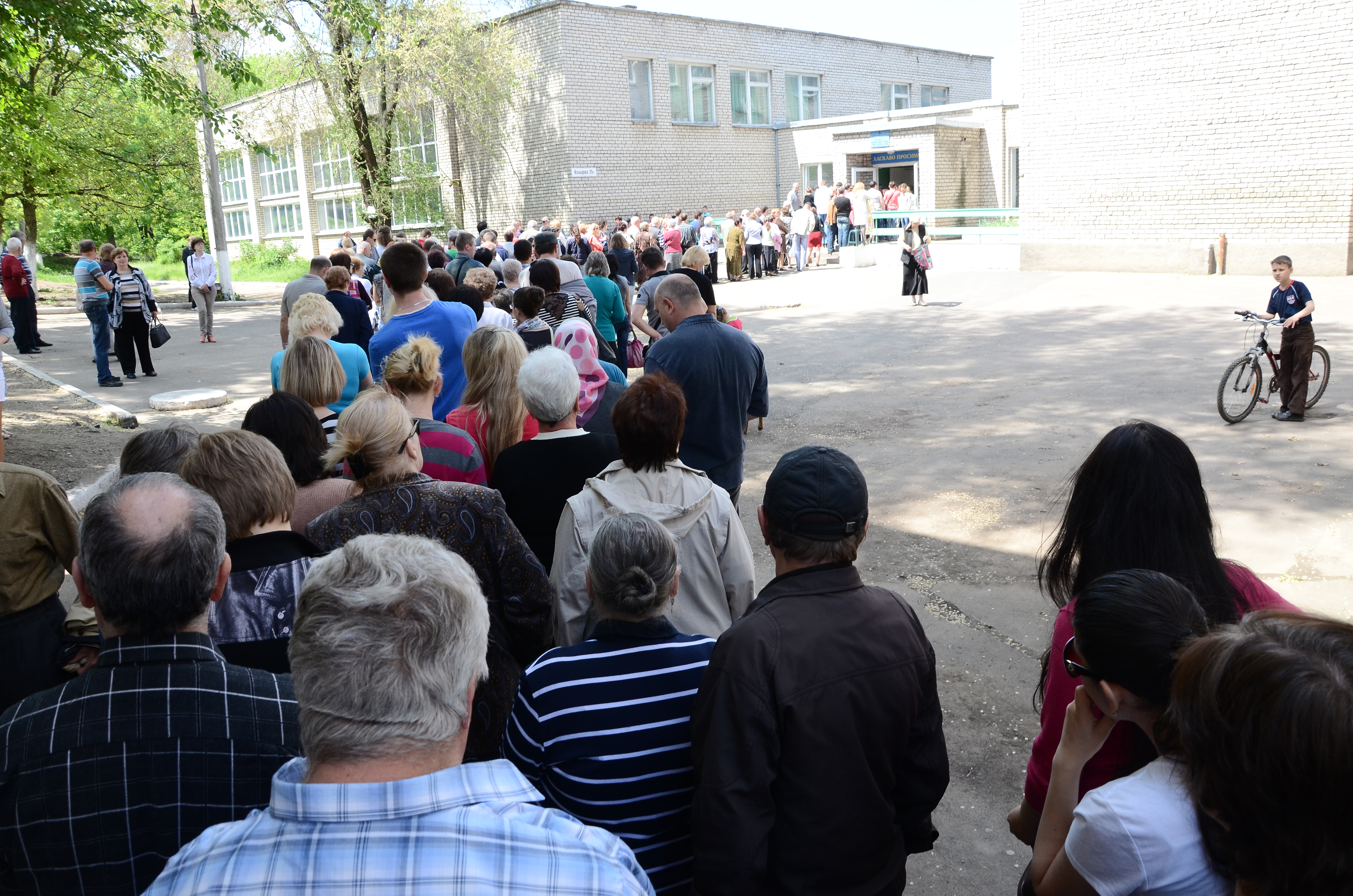
2014년 5월 11일 열린 돈바스 주민투표는 우크라이나 정부와 유엔 회원국들이 정식으로 인정하지 않았다.

4월 들어 우크라이나 동부에서 러시아가 지원하는 분리주의 세력과 우크라이나 정부 간에 무장 충돌이 시작되었다. 분리주의자들은 각각 도네츠크 인민공화국과 루간스크 인민공화국의 수립을 선포했다. 4월 6일부터 여러 도시의 행정청사를 점령하고 러시아로 가는 국경 길목, 교통 중심지, 방송국 및 기타 전략적인 기반시설을 장악했다. 우크라이나군은 4월 15일부터 대테러리스트 작전(ATO)을 선포하였으나 준비가 부족했고 부대 배치도 좋지 않아 작전이 빠르게 중단되었다.
4월 말 들어서는 우크라이나가 도네츠크주와 루한스크주의 통제를 잃었다고 발표했다. 또한 러시아의 침공 가능성에 대비해 "완전한 전투경계태세"를 갖추고 있으며, 징병제를 다시 부활한다고 밝혔다. 5월까지 우크라이나군은 ATO 지대 주변의 요충지를 확보해 분리주의자의 확대를 저지하고 우크라이나군의 대대적인 동원이 완료되면 결정적인 공세로 전환하기 위해 군사를 재배치하는 방식으로 전역을 수행했다.
5월 들어 분리주의 세력과 우크라이나 정부 사이 분쟁이 격화되자 러시아는 허위정보전과 민병대 전투원, 정규 러시아군, 재래식 군사 지원 등을 통합한 하이브리드 전쟁 방식을 채택했다. 2014년 우크라이나 대통령 선거가 치러지고 나서는 1차 도네츠크 국제공항 전투가 발발했다. 도네츠크 국제공항에서 일어난 이 전투는 분쟁의 전환점으로 수많은 러시아인 "자원군"이 개입한 가운데 우크라이나 정부군과 분리주의 세력이 대규모로 교전한 최초의 전투였다.:15 우크라이나 측에 따르면 2014년 여름 분쟁이 최고조에 달했을 때 러시아인 자원군이 전체 전투원의 15%에서 최대 80%까지 차지한다고 주장했다. 6월부터는 러시아가 무기, 장갑차, 군수푸을 조금씩 보내고 있었다.
7월 말 우크라이나군은 도네츠크를 포위하고 러시아-우크라이나 국경의 통제권을 확보하며 도네츠크 인민공화국과 루간스크 인민공화국간 통로를 차단하기 위해 러시아-우크라이나 국경을 향해 대규모 공세를 펼치기 시작했다. 7월 28일에는 우크라이나군이 사부르모힐라의 중요한 전략적 고지대와 중요 철도 중심지인 데발체베를 탈환했다. 우크라이나의 대규모 작전 성공으로 도네츠크 인민공화국과 루간스크 인민공화국은 존립이 심각하게 위협받았고 러시아군은 7월 중순부터 우크라이나군을 향해 포격을 가하기 시작했다.

#### 2014년 8월 러시아의 침공

2014년 6월에서 8월까지 돈바스 전쟁의 진행 상황도.

'노보로시야'의 기치 아래 뭉친 분리주의 세력이 잇단 군사적 패배와 좌절을 겪자 러시아는 2014년 8월 국경을 넘어 이른바 "인도주의적 호송대"를 파견했다. 우크라이나는 이 움직임을 "직접적인 침공"이라고 불렀다. 우크라이나 국가안전보장 및 국방위원회는 11월에는 거의 매일 호송대가 도착한다고 보고(11월 30일 최대 9차례 호송대)했고 호송대의 화물은 주로 무기와 탄약이라고 말했다. 이고르 기르킨은 8월 초 러시아군에서 '휴가'를 낸 러시아 군인들이 돈바스에 도착하기 시작했다고 주장했다.
2014년 8월 우크라이나군의 대테러 작전으로 친러 세력 통제 하의 영토가 급격하게 축소되었으며 러시아와의 국경에 근접했다. 이고르 기르킨은 러시아의 군사 개입을 촉구했고 분리주의 세력의 민병대는 전투 경험이 부족하고 지역 주민들 사이에서 모병이 어려웠기 때문에 밀렸다고 설명했다. 기르킨은 "블라디미르 푸틴 대통령이 직접 노보로시야라고 이름붙인 영토에서 벌어진 전쟁에서 패배하는 것은 크렘린의 권력과 대통령 개인의 권력을 위협받을 것이다."라고 말했다.
상황이 악화되자 러시아는 하이브리드 전쟁을 포기하고 2014년 8월 25일부터 재래식 침공을 시작했다. 다음날 러시아 국방부는 군인들이 '우연히' 국경을 넘었다고 말했다. 니콜라이 미트로힌의 추정에 따르면 2014년 8월 일로바이스크 전투 당시 돈바스의 분리주의 세력에 2만명에서 25,000명의 병력이 있었는데 40-45%만이 '돈바스 지역민'이었다고 말했다.
2014년 8월 24일에는 250대가 넘는 장갑차와 대포의 지원을 받은 러시아 공수부대에게 암브로시이우카 마을이 점령당했다. 같은 날 우크라이나의 대통령인 페트로 포로셴코는 현 작전을 외부의 침략에 대응하는 우크라이나의 "2014년 애국전쟁"이라고 말했다. 8월 25일에는 러시아의 군용 차량 행렬이 우크라이나를 향해 아조프해 해안의 노보아조우스크로 넘어왔다는 보고가 들어왔다. 이 행렬은 수 주동안 친러 세력의 활동이 전혀 나타나지 않았던. 마리우폴을 향해 진격했다. 결국 러시아군은 노보아조우스크를 점령했으며 마을에 거주지 주소가 등록되지 않았던 모든 우크라이나인을 추방하기 시작했다. 이와 동시에 마리우폴에서는 친러 세력의 반전 시위가 열렸다. 결국 유엔 안전 보장 이사회가 긴급 회의를 소집했다.

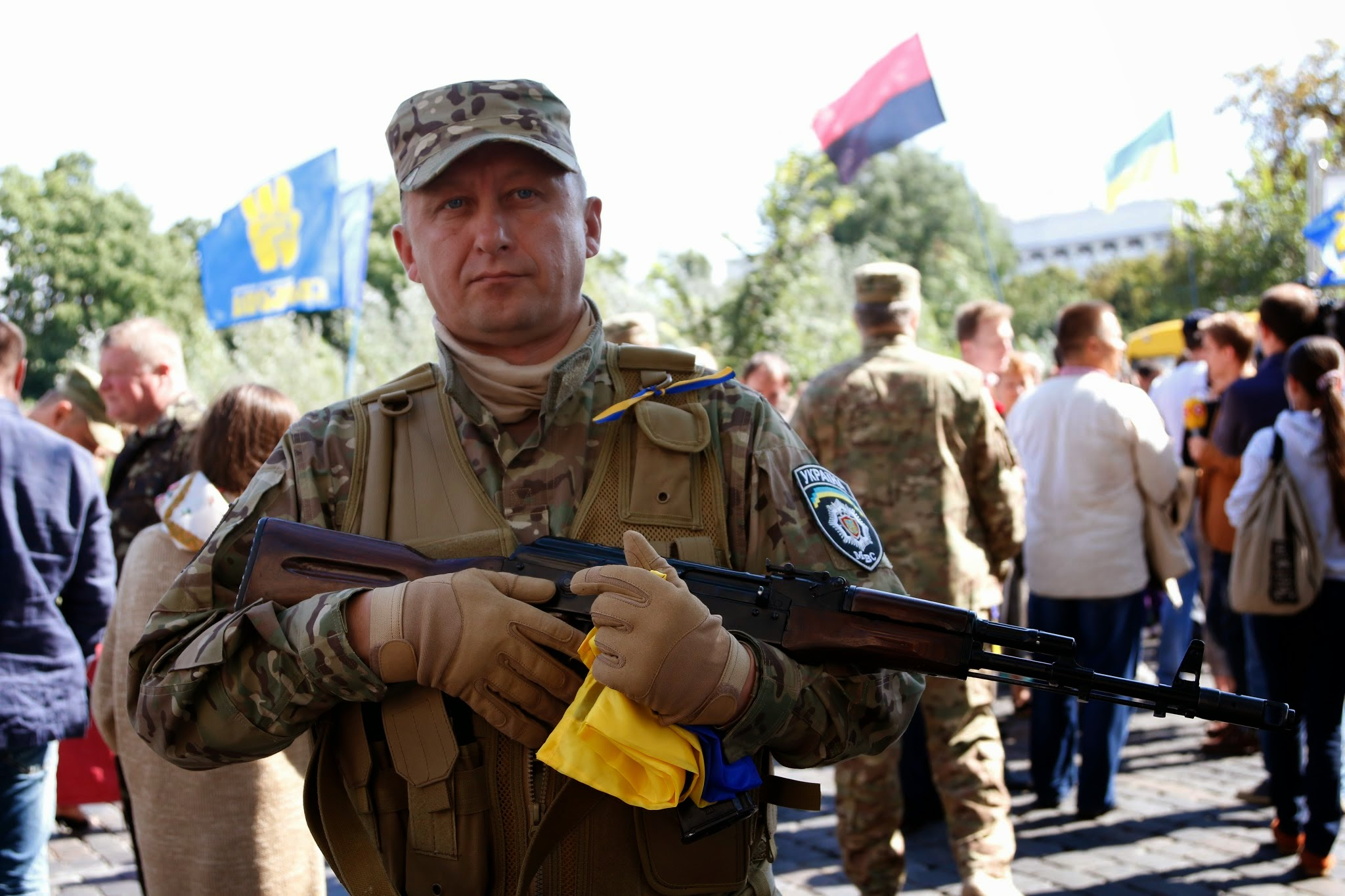
2014년 8월 26일 키이우 주민과 스보보다(자유당) 지지자, 시치 대대 자원병이 서 있는 모습.

프스코프에 주둔하던 제76근위공수사단이 지난 8월 우크라이나 영토 내로 진입해 루한스크 인근에서 교전을 벌여 80여명이 사망한 것으로 전해졌다. 우크라이나 국방부는 루한스크 인근에서 공수사단 소속 장갑차 2대를 노획했으며, 다른 지역에서는 전차 3대와 장갑차 2대를 파괴했다고 보고했다. 러시아 정부는 교전 사실을 부인했지만 8월 18일 러시아의 국방장관 세르게이 쇼이구는 제76근위공수사단에게 "군사 임무를 성공적으로 수행했으며" "용기있고 영웅스러운 행동"으로 러시아의 최고 등급 훈장 중 하나인 수보로프 훈장을 수여했다.
연방평의회(러시아 상원) 의장인 발렌티나 마트비옌코와 러시아 국영 텔레비전은 러시아군이 우크라이나 내로 들어왔다는 걸 인정했지만 어디까지나 '자원군'일 뿐이라고 말했다. 하지만 러시아의 반정부 계열 신문사인 《노바야 가제타》는 러시아군의 지도부가 2014년 여름부터 군인들에게 전역하고서 우크라이나 내에서 교전하라고 돈을 지불했으며 우크라이나 내로 군인을 보내라고 명령을 내렸다고 밝혔다. 러시아의 야당 의원인 레프 실로스베르크도 이와 비슷한 성명을 발표했지만 실로스베르크는 자국에서 파견된 전투원이 도네츠크 인민공화국과 루간스크 인민공화국 병력으로 위장한 "정규 러시아군"이라고 말했다.
2014년 9월 초 러시아 국영 텔레비전은 우크라이나에서 사망한 러시아군의 장례식에 대해 보도했지만 그들은 "루스키 미르"(러시아적 세계)를 위해 싸우는 '자원군'이었다고 말했다. 통합 러시아당의 중진 정치인인 발렌티나 마트비옌코도 '형제국'을 위해 싸우는 '자원군'을 칭송하는 발언을 했다. 러시아 국영 텔레비전은 이 때 처음으로 우크라이나에서 전사한 군인 장례식에 대해 보도하였다.

#### 마리우폴 공세와 1차 민스크 휴전

2014년 9월 5일 체결된 민스크 협정에 따른 통제선 및 완충구역을 나타낸 지도.

9월 3일 포로셴코는 푸틴과 "영구적인 휴전" 합의에 성공했다고 밝혔다. 러시아는 이 소식을 부인하며 자신은 분쟁의 당사국이 아니며, "분쟁을 어떻게 해결할 지에 대해 논의했을 뿐"이라고 주장했다. 포로셴코가 이후 자신의 주장을 철회하였다. 9월 5일 러시아 상임 OSCE 대표인 안드레이 켈린은 친러시아 분리주의 세력이 마리우폴을 "해방할 일"이 당연하다고 말했다. 우크라이나군은 러시아 정보기관이 마리우폴 인근 지역에서 발견되었다고 말했다. 이에 대해 안드레이 켈린은 "그 쪽에 자원군이 있을 지 모른다"라고 말했다. 2014년 9월 4일 나토군 장교는 우크라이나 내에 수천 명의 러시아 정규군이 작전 중이라고 밝혔다.
2014년 9월 5일 체결된 정전 협정인 민스크 협정에서 우크라이나와 도네츠크주, 루한스크주 내 분리주의 세력이 장악하고 있는 지역이 분단되었다.

#### 민스크 II 협정과 2014년 말까지
11월 7일과 12일에 나토 관료들은 러시아에서 총 32대의 전차, 16문의 곡사포, 30대의 트럭 부대가 우크라이나 내로 진입했다고 말하며 러시아군의 존재를 확인했다. 미국의 장군인 필립 M. 브리들러브는 "러시아의 전차, 포, 방공 체계, 러시아군 전투병이 목격되었다"라고 말했다. 나토는 우크라이나 내에서 러시아군의 전차, 포, 기타 중장비가 증가했다고 말하며 모스크바에는 철군을 꾸준히 요구하였다. 시카고 세계 문제 협의회는 2014년 중반 첨단 군사 장비가 대거 유입된 후 친러 분리주의 세력이 우크라이나군을 상대로 기술적 이점을 누리고 있다고 분석했다. 효과적인 대공 무기인 부크 미사일(MANPADS)이 우크라이나 공군력을 제압했고, 러시아제 드론이 정보를 제공했으며 러시아의 보안 통신 체계가 우크라이나의 통신정보분석을 방해했다. 러시아 측은 우크라이나의 열약한 전자전 체계를 이용했다. 러시아 분리주의 세력의 기술적 이점은 분쟁 연구 센터에서도 유사한 분석을 내놓았다. 11월 12일 유에 안전 보장 이사회 회의에서 영국 대표는 러시아가 의도적으로 유럽 안보 협력 기구(OSCE)의 관측 임무를 단지 2 km 너비의 국경만 접근할 수 있게 한다거나 관측 임무를 위해 띄운 드론의 활동을 방해하거나 격추하는 등 방해하고 있다고 말했다.

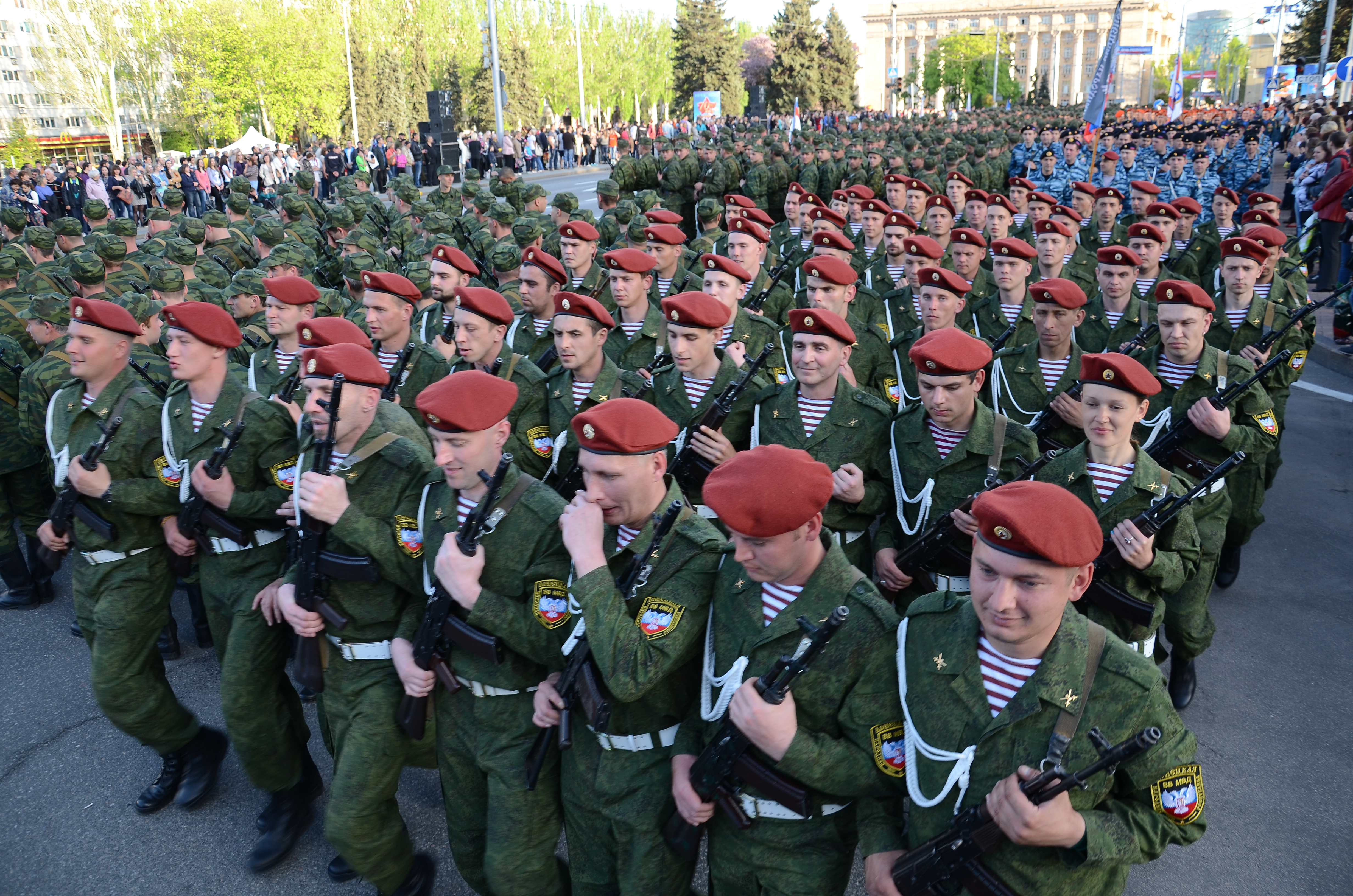
2015년 5월 도네츠크의 친러 반군 병력. 우크라이나 정부는 러시아의 지원을 받는 동우크라이나 내 분리주의적 공화국을 테러리스트 조직으로 선포했다.

2015년 1월에는 도네츠크, 루한스크, 마리우폴 3개 주요 전선이 있었다. 포로셴코는 1월 21일 2천명이 넘는 추가 러시아군 증강, 200대가 넘는 전차와 무장 병력 호송대가 국경을 넘어온다는 보고를 발표하며 매우 위험한 상황이라고 설명했다. 포로셴코는 자신의 우려로 세계 경제 포럼 방문 일정을 단축했다.
2015년 2월 15일에는 민스크 II 협정으로 불리는 분쟁 종식을 위한 새로운 협정이 체결되었다. 2월 18일 우크라이나군은 2022년 전까지 돈바스에서 마지막으로 가장 격렬한 전투가 일어나던 데발체베 전역에서 철수했다. 2015년 9월 유엔 인권 고등판무관 사무소(OHCHR)는 돈바스 분쟁으로 총 8천명 이상의 사상자가 발생했다고 발표했다.

### 2015-2022년 동결분쟁화
2015년부터 2022년까지 전쟁은 영토 변화가 거의 없는 교착 상태에 빠졌다. 이 시기 분쟁은 포병끼리의 교전, 특수부대 작전, 참호전이라는 특징을 지녔다. 다만 이 시기에도 교전 자체가 아에 멈추진 않았고 반복해서 휴전 협상이 이루어졌으나 이내 저강도 교전과 분쟁이 계속되었다. 데발체베 전투가 끝나고 나서 수개월 간 통제선을 따라 소규모 교전이 계속 이루어졌지만 영토 변화는 일어나지 않았다. 양 측은 참호, 벙커, 터널 등등이 이루어진 복잡한 참호 체계를 설계해 분쟁을 정적인 참호전으로 전환시켜 주둔 지역의 수비력을 강화했다. 이 당시의 교착 상태로 러시아-우크라이나 전쟁은 한동안 "동결분쟁"이라는 꼬리표가 붙어졌다. 그럼에도 돈바스 지역은 전쟁지대로 남아 매달 수십 명의 군인과 민간인이 사망했다. 2014년부터 2022년까지 총 29차례의 휴전 협상이 체결되었으며 각각의 협상의 유효기간은 무기한이 될 예정이었지만 휴전 협상은 전부 분쟁을 완전히 종식시키지 못했다.
미국과 기타 국제 정부 관계자들은 데발체베 지역을 포함해 우크라이나 동부에서 활발하게 활동하고 있다고 보고했다. 2015년 기준 친러 분리주의 세력의 병력은 36,000명 정도인데(동시기 우크라이나군 병력은 34,000명) 이 중 8,500명에서 1만명이 러시아군으로 추정되었다. 추가로 우크라이나 동부에 러시아 정보총국(GRU) 소속 병력 1,000명이 활동중인 것으로 추산되었다. 2015년 또 다른 병력 추산 통계에 따르면 우크라이나 측은 친러 세력보다 2만명에서 4만명 더 많은 것으로 집계되었다. 2017년 기준 평균적으로 3일에 1명 꼴로 우크라이나군 병사가 사망했으며 러시아군은 6천명, 분리주의 세력 군사는 4만명이 있는 것으로 추산되었다.

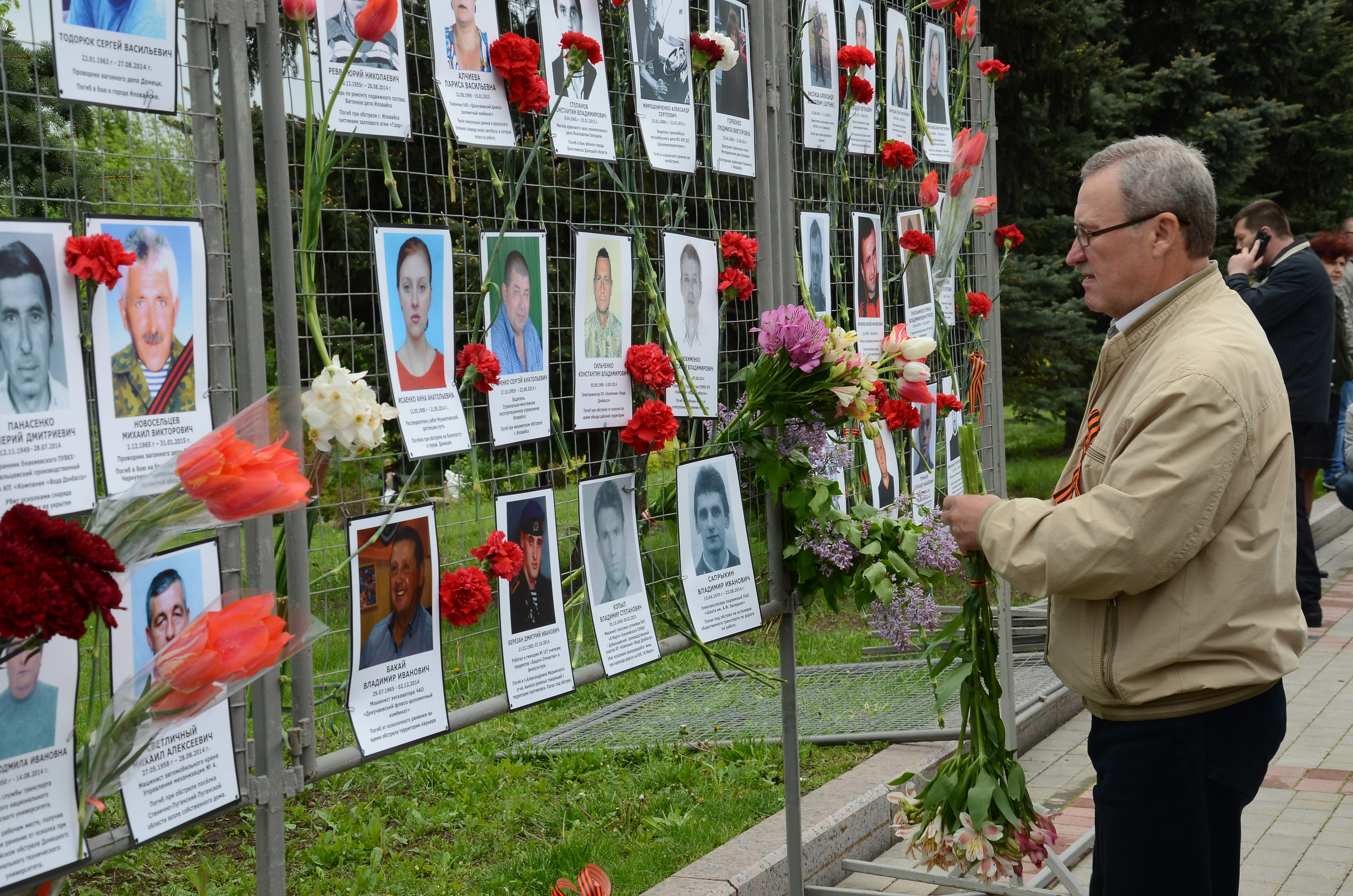
2015년 5월, 돈바스 전쟁의 사상자의 신상 정보가 붙어져 있는 게시판의 모습.

러시아 내 언론에서도 러시아군의 사망, 부상 사례가 보도되었다. 전역자 모임이나 준군사조직을 통해 돈바스로 향하는 병력 모집도 공개적으로 이뤄졌다. 이러한 조직의 지도부 중 한 명인 블라디미르 예핌모프는 우랄 지역에서 모병 활동이 어떻게 진행되는지 공개했다. 이 단체는 주로 육군 퇴역군인 위주로, 그 외에도 군사 경험이 있는 경찰관이나 소방관을 중심으로 모병 활동을 진행했다. 자원병 한 명을 모병, 전선으로 배치하는데 소요되는 비용은 약 35만 루블(약 600달러)이며 여기에 매달 월급으로 6만에서 24만 루블이 추가로 들었다.
자원병은 러시아 용병법의 제한을 피하기 위해 어디까지나 "인도주의적 도움을 제공한다"는 목적으로 제한된다는 내용의 문서를 발급받았다. 러시아의 '반용병법'에 따르면 용병은 "러시아 연방의 이익에 반하는 목적으로 교전에 참여하는 사람"으로 정의했다. 신병들은 분쟁 지역에 도착한 후에야 무기를 보급받았다. 종종 러시아군은 적십자 인력으로 위장하여 이동하기도 했다. 모스크바에 있는 러시아 적십자사 대표인 이고르 트루노프는 이들 호송대가 인도적 자원 제공 전달 과정을 복잡하게 만들었다며 비판했다. 또한 러시아는 OSCE가 두 국경 너머로 관측 임무를 확대하는 대에도 반대했다.

#### 2016년 8월 분쟁 확대
2016년 8월, 우크라이나 보안국(SBU)은 러시아의 대통령 보좌관인 세르게이 글라지예프와 콘스탄틴 자툴린에 대한 2014년 전화 통화 도청 내용은 공개하며 우크라이나 동부에서 친러 활동가에 대해 은밀한 자금 지원을 논의하고 행정청사 점령 및 기타 분쟁을 일으킨 여러 행동들을 촉발시켰다고 주장했다. 2014년 2월 초 글라지예프는 우크라이나 내 여러 친러 정당들에게 어떻게 지역 행정청사를 점거할지, 그 후에 무엇을 할지, 무슨 요구를 할지에 대해 직접적으로 지시를 내렸으며 또한 "러시아의 부하를 보내는 것을 포함해" 러시아의 직접적인 지원을 약속했다.

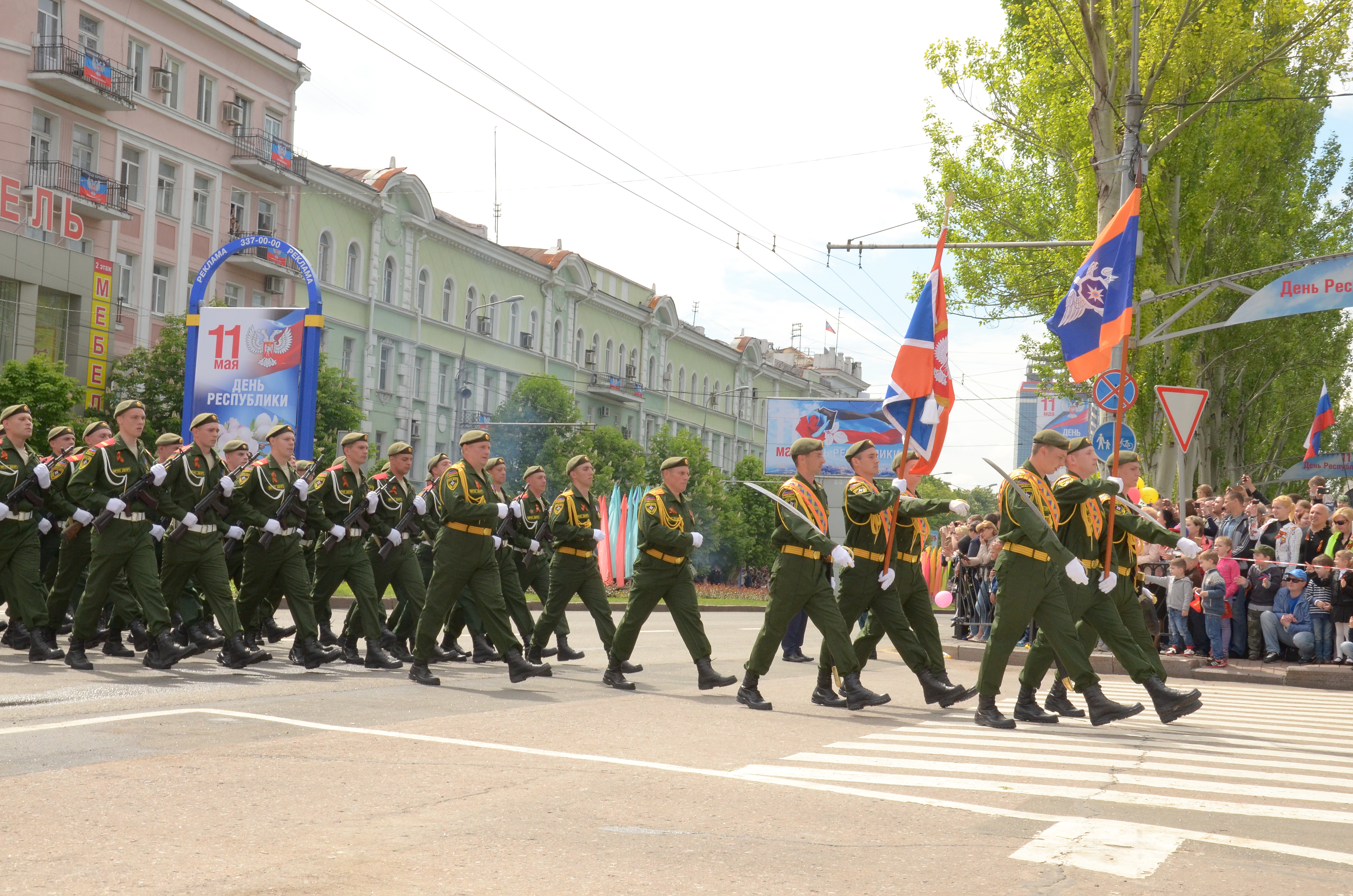
2016년 5월 9일, 승리의 날 행사에서 행진하는 우크라이나 내 친러 분리주의 세력의 군사.

2016년 8월 8일 우크라이나는 러시아가 크림반도의 경계를 따라 러시아군을 증파했다고 말했다. 크림반도의 국경 검문소도 같이 폐쇄되었다. 8월 10일에는 러시아 연방보안국(FSB)이 "우크라이나의 테러 공격"을 막았으며 크림반도의 아르먄스크에서 군인 2명이 무장 충돌로 사망했으며 우크라이나와 러시아 시민 수 명이 사건 관련으로 체포되었다고 발표했다. 이후 러시아는 크림반도의 군사력을 급격하게 증파했으며 국경 인근에서 군사 훈련과 병력 이동도 이어졌다. 포로셴코는 러시아가 전면 침공을 준비하고 있다고 경고했다.

#### 2018년 케르치 해협 사건

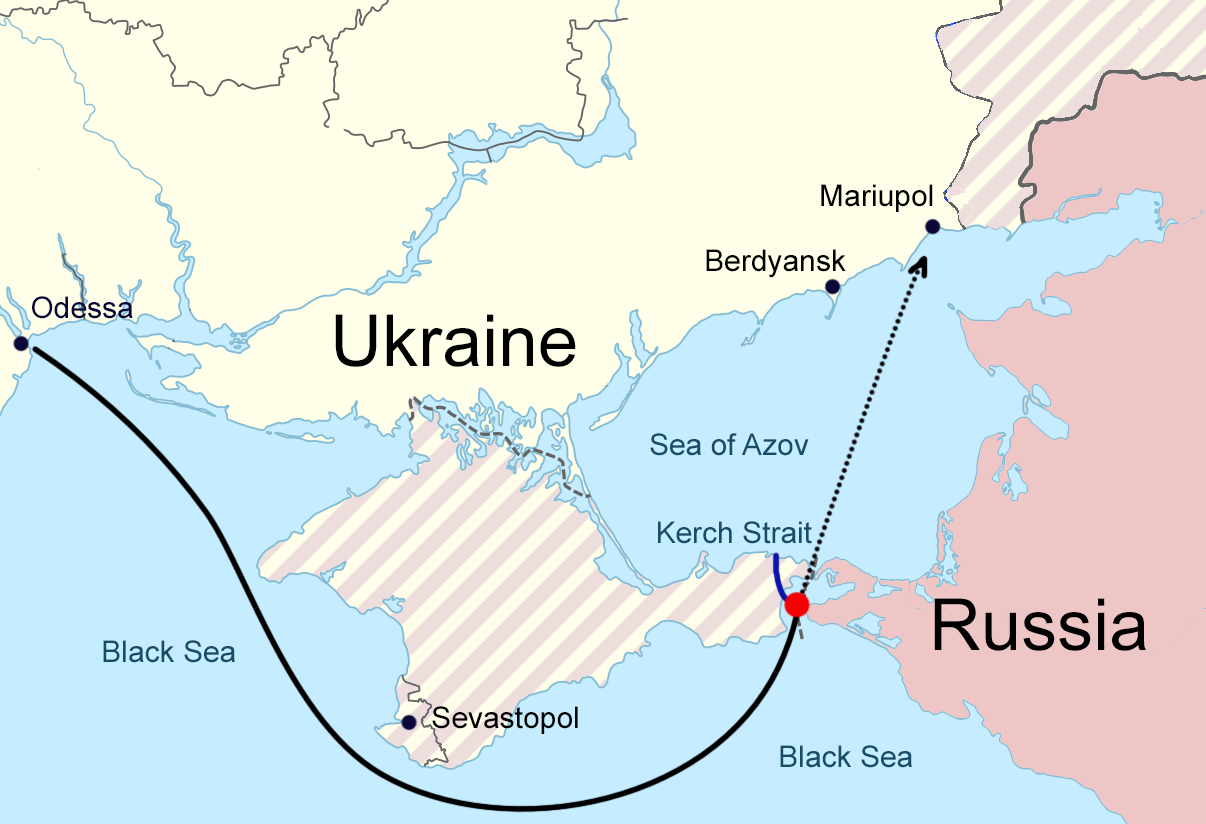
흑해와 아조프해를 둘러싼 2018년 케르치 해협 사건 당시 우크라이나 해군의 항해 경로를 그린 지도.

러시아는 2014년부터 케르치 해협을 사실상 장악했다. 2017년에는 우크라이나가 케르치 해협 사용에 대한 중재를 국제법원에 요청했다. 2018년부터는 러시아가 케르치 해협에 러시아 본토와 크림반도를 잇는 크림 대교를 건설해 케르치 해협을 통과하는 선박 크기를 제한하였고, 새로운 통과 규정을 제정하고 우크라이나 선박을 자주 억류하기 시작했다. 2018년 11월 25일 오데사에서 마리우폴을 향해 항해하던 우크라이나 해군 선박 3척이 러시아군에게 나포되었다. 이 과정에서 우크라이나 선원 25명도 구류되었다. 다음 날인 2018년 11월 26일 우크라이나 의회는 우크라이나 해안 지역 및 러시아와 국경을 맞닿는 지역에 대해 계엄령을 발효하는 안건을 압도적인 표차로 통과시켰다.

#### 2019-2020년의 상황

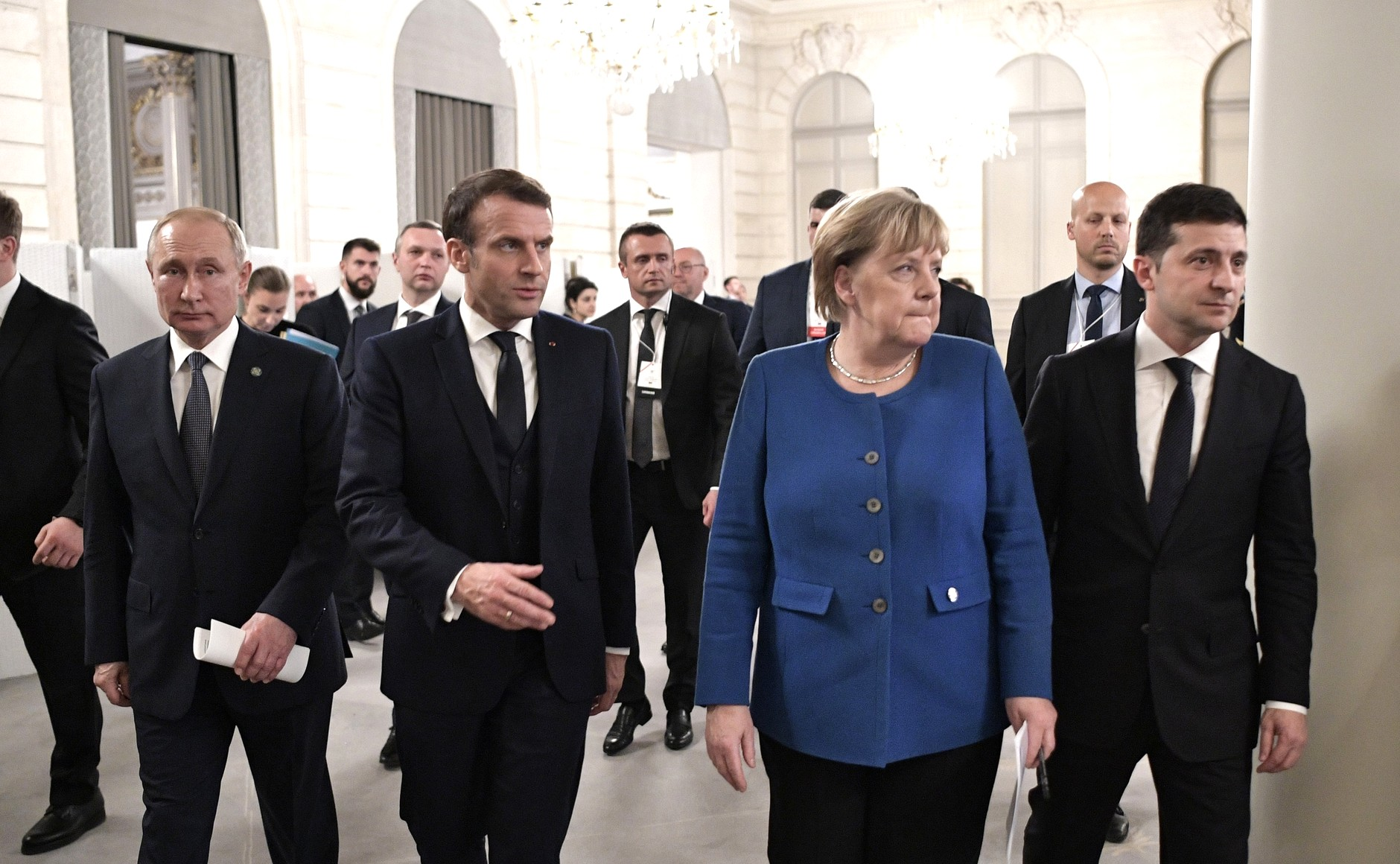
2019년 12월 프랑스 파리에서 열린 유럽 주요 정상회담 당시 사진. 왼쪽부터 러시아의 대통령 블라디미르 푸틴, 프랑스의 대통령 에마뉘엘 마크롱, 독일의 총리 앙겔라 메르켈, 우크라이나 대통령 볼로디미르 젤렌스키이다.

2019년 한해에만 분쟁으로 우크라이나군 110명이 사망했다. 2019년 5월에는 새로 뽑힌 우크라이나의 대통령인 볼로디미르 젤렌스키가 돈바스 전쟁을 종식하겠다고 약속했다. 2019년 12월에는 우크라이나와 친러 분리주의 세력이 포로 교환을 시작했다. 12월 29일에는 약 200명에 달하는 포로가 서로 교환되었다. 우크라이나 정부에 따르면 2020년에는 약 50명의 우크라이나 군인이 사망했다. 2019년부터는 러시아가 우크라이나인 약 65만명 이상에게 러시아 국내여권을 발급했다.

### 2021-2022년 러시아군의 증강과 위기
2021년 3월부터 4월까지 러시아는 우크라이나와의 국경 지대에서 대규모 군사력 증강을 시작했으며, 이어 2021년 10월부터 2022년 2월까지 러시아와 벨라루스에서 2차 군사력 증강이 이어졌다. 이 당시 러시아 정부는 우크라이나를 공격할 계획이 없다고 거듭 부인하였다.
2021년 12월 초 미국은 러시아의 부인과 달리 러시아-우크라이나 국경 지대에서 러시아군의 장비와 병력이 촬영된 위성 사진과 함께 러시아의 침공 계획에 대한 정보를 공개했다. 정보기관은 러시아군의 주요 집결지 목록과 침공 시 살해하거나 구속할 주요 인물의 명단도 발표했다. 미국은 러시아의 침공 계획을 예측한 여러 보고서도 발행했다.

#### 러시아의 비난과 요구

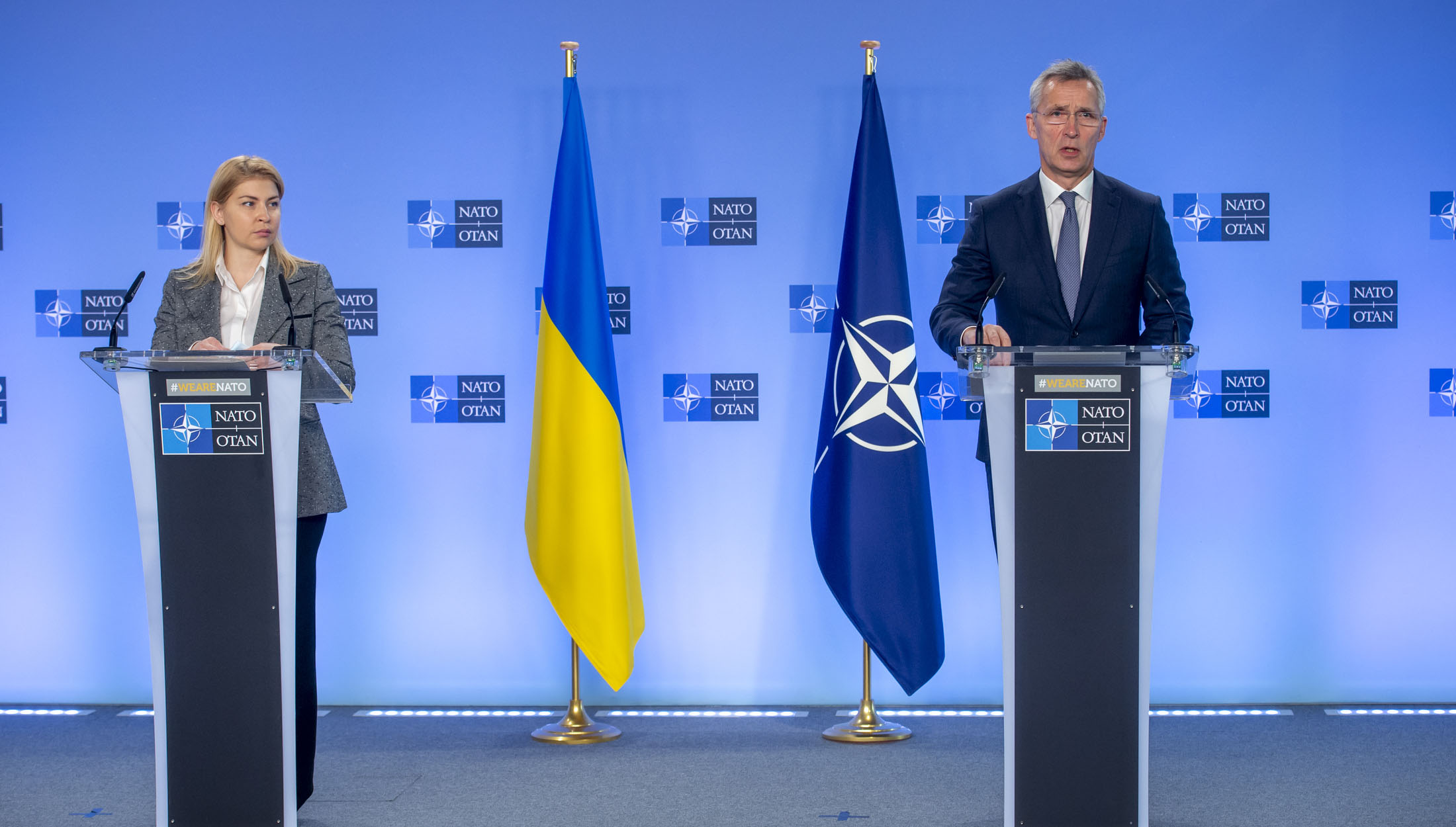
2022년 1월 10일, 우크라이나의 부총리인 올하 스테파니시나와 나토 사무총장 옌스 스톨텐베르그가 러시아의 잠재적인 침공 위협에 대해 논의하는 회담을 가진 모습.

침공 수 개월 전부터 러시아 관료들은 우크라이나가 긴장 상황과 반러 감정을 조장하고 있으며 러시아어 화자를 억압하고 있다고 비난했다. 러시아는 우크라이나, 나토, 기타 유럽연합 국가들에게 여러 가지 안보 관련조항을 요구했다. 2021년 12월 9일에는 푸틴이 "반러감정이 집단학살을 향한 첫걸음"이라고 말하기도 했다. 푸틴의 주장은 국제사회에서 받아들여지지 않았고 러시아의 대량학살 주장 또한 근거 없는 주장으로 받아들어졌다.
2월 21일 연설에서 푸틴은 "우크라이나는 진정한 국가지위를 가진 적이 없다"는 부정확한 주장을 반복하며 우크라이나의 존재 합법성에 대해 의문을 제기했다. 푸틴은 블라디미르 레닌이 러시아 영토에서 말했던 곳에서 분리된 '소비에트 공화국'을 조각내 우크라이나를 만들었다고 잘못 말했으며, 이오시프 스탈린이 제2차 세계 대전 이후 우크라이나의 영토를 동유럽으로 확장했으며 1954년에는 니키타 흐루쇼프가 "어떠한 이유로 크림반도를 러시아에서 빼앗아 우크라이나에게 줬다"라고 주장했다.
푸틴은 우크라이나 사회와 정부를 신나치주의(네오나치)가 지배하고 있다고 틀린 주장을 펼치면서 제2차 세계 대전 당시 독일 점령 하 우크라이나의 우크라이나 부역자의 역사를 환기하며 나치 독일의 진정한 희생자는 유대인이 아닌 러시아 정교회인이라는 반유대주의적 음모론을 꺼내들었다. 우크라이나는 아조프 연대나 우익 섹터와 같이 네오나치와 연관된 극우 소규모 세력에 시달리고 있다. 하지만 분석가들은 푸틴의 언사가 매우 과장되었다고 지적했다. 유대인인 젤렌스키는 자신의 할아버지는 나치에 맞서 싸운 소련군에 복무했으며, 젤렌스키의 가족 중 3명은 홀로코스트로 사망했다.

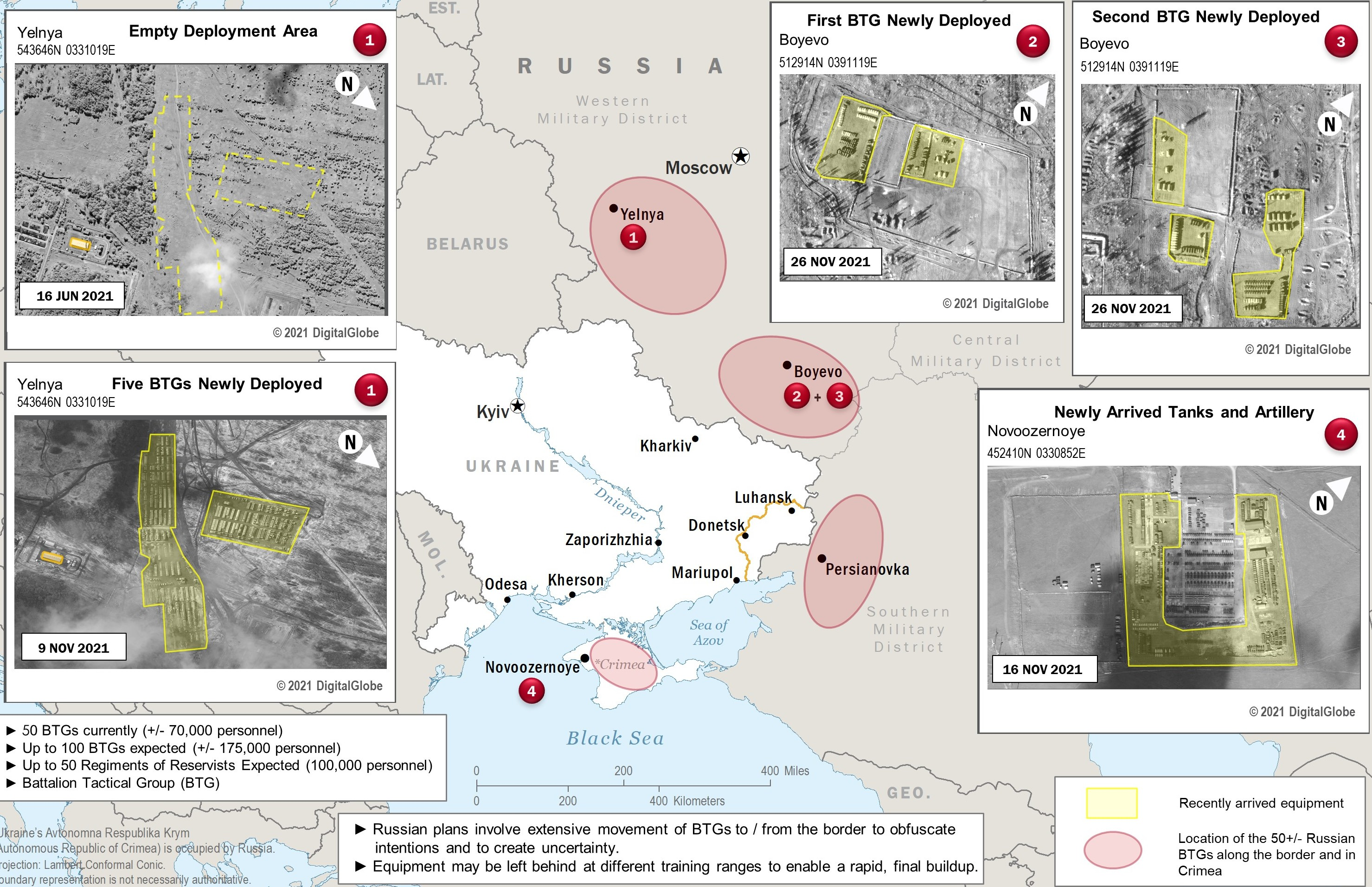
2021년 12월 3일 우크라이나 국경 인근에서 러시아군의 활동을 담은 미국의 정보평가지도와 사진. 러시아는 우크라이나 국경에서 약 100-200 km 떨어진 지점에 약 7만명의 군인을 배치했으며, 이를 175,000명으로 증파할 수 있다고 평가했다. 워싱턴 포스트에 공개됨.

러시아는 2차 군사 증원 과정에서 미국과 나토에게 우크라이나의 나토 가입을 방지할 수 있는 법적 구속력 있는 합의와 함께 나토의 동유럽 가입국에 주둔 중인 다국적군의 철수를 주장했다. 미국과 나토는 이 요구를 거부했다. 나토는 우크라이나의 나토 가입 요처에 대해 딱히 반응하지 않았지만 우크라이나의 나토 가입을 정식으로 금지하라는 러시아의 공식 조약 요구는 나토 헌장 10조에 따른 "나토 열린 문 정책"에 위배된다는 이유로 거부했다.

#### 전면 침공의 전조
돈바스의 전투는 2022년 2월 17일부터 크게 격화되었다. 우크라이나와 친러 분리주의 세력 양 측 모두 서로가 먼저 공격을 시작했다고 비난했다. 돈바스에서 러시아군이 지원하는 무장 세력의 포격이 급격히 증가했는데 우크라이나와 동맹국은 이를 우크라이나군을 자극하거나 침공의 빌미를 만들기 위한 시도로 분석했다. 2월 18일에는 도네츠크와 루간스크 인민공화국이 수도에서 민간인에게 긴급피난명령을 내렸으나 국제 관측통은 완전한 대피를 위해서는 수 개월이 걸릴 것이라 전망했다. 러시아는 국영 언론에서 우크라이나군이 러시아를 공격하는 모습을 보여주겠다며 거의 시간 단위로 조작된 영상을 틀어주는 가짜 깃발 작전을 수행하는 등 허위 정보 유포도 가속했다. 당시 수많은 허위 정보 영상은 아마추어 수준으로 돈바스에서 발생한 공격, 폭발, 대피는 러시아가 꾸민 일이라는 증거가 나왔다.
2022년 2월 21일 22시 35분(UTC+3) 푸틴은 도네츠크 인민공화국과 루간스크 인민공화국을 정식으로 국가승인한다는 "연설"을 발표했다. 같은 날 저녁 푸틴은 돈바스에 러시아군을 배치하도록 지시했으며 이는 "평화유지 임무"의 일환이라고 말했다. 2월 22일에는 연방평의회가 만장일치로 푸틴에게 러시아 외부에도 군사력을 사용할 수 있는 권한을 부여했다. 이에 대응해 젤렌스키는 예비군 징병을 명령했다. 다음 날에는 우크라이나 의회가 30일간 전국에 비상사태를 선포하고 모든 예비군 동원을 명령했다. 러시아는 키이우에 있는 대사관을 철수하기 시작했다.
2월 23일 밤에는 젤렌스키가 러시아어 연설을 통해 러시아 시민들에게 전쟁을 막아달라고 호소했다. 젤렌스키는 러시아가 주장하는 신나치주의라는 주장을 부인하고 돈바스를 공격할 의사도 없다고 말했다. 2월 23일에는 크렘린 대변인 드미트리 페스코프는 도네츠크와 루간스크의 분리주의 세력 지도자들이 푸틴에게 우크라이나군의 포격으로 민간인 사상자가 발생했으며 군사적 지원을 호소하는 편지를 보냈다고 밝혔다.

### 2022년 러시아의 전면 침공

2022년 러시아의 침공 이후 전선 상황을 보여주는 애니메이션 지도(클릭해서 애니메이션 재생)

2022년 2월 24일, 푸틴이 우크라이나를 비무장화하고 탈나치화하기 위한 "특별 군사 작전의 실행에 대하여"를 발표하며 2022년 러시아의 우크라이나 침공이 시작되었다. 수 분 후 키이우를 포함한 우크라이나 전역에서 미사일 공습이 시작되었고 뒤이어 여러 전선에서 대규모 지상 공격이 이어졌다. 젤렌스키는 18세부터 60세까지 이르는 모든 우크라이나 남성 시민에 대해 총동원령을 발표하고 계엄령을 내려 해외 출국을 금지했다.
처음 러시아군의 공격은 벨라루스에서 키이우 방향을 향한 북부 전역, 하르키우 방향을 향한 북동부 전역, 크림반도에서 올라오는 남부 전역, 도네츠크와 루한스크에서 전진하는 동부 전역으로 구성되었다. 북부 전선에서는 키이우를 둘러싸고 우크라이나군이 강력한 저항을 펼쳐 러시아군이 큰 손실을 입어 3월 진격이 중단되었고 4월에는 후퇴했다. 4월 8일 러시아군은 알렉산드르 드보르니코프 장군 지휘하에 남부와 동부 우크라이나로 재배치되었으며 북부에서 철수한 일부 부대는 돈바스 지역에 재투입되었다. 4월 19일에는 러시아가 하르키우에서 루한스크, 도네츠크까지 이르는 500 km 길이의 전선에서 새 공세를 시작했다. 5월 13일에는 하르키우 인근에서 우크라이나군의 반격으로 러시아군이 후퇴했다. 5월 20일에는 길었던 아조우스탈 제철소의 포위전 끝에 마리우폴이 함락되었다. 러시아군은 최전선에서 멀리 떨어진 군사 목표물과 민간 목표물을 계속 포격했다. 우크라이나군은 8월에는 남부에서, 9월에는 동부에서 역습을 실시했다. 9월 30일에는 러시아가 침공 기간 부분 점령한 도네츠크주, 헤르손주, 루한스크주, 자포리자주 4개주를 합병했다. 러시아의 4개주 합병은 세계 각국에서 인정받지 못했고 큰 비판을 받았다. 한편 9월 21일 푸틴이 군사 훈련을 받은 30만명의 민간인과 징집 대상으로 분류된 2,500만명의 러시아 민간인을 징병하겠다는 동원령을 발표하자 러시아를 떠나는 편도 비행기표들이 매진되기도 했다.
러시아의 침공은 국제적으로 침략 전쟁으로 비난받았다. 유엔 총회에서 러시아군의 전면 철수를 요구하는 결의안을 통과했으며 국제사법재판소는 러시아의 군사 작전을 중단하라고 명령했고 유럽 평의회는 러시아의 회원국 자격을 정지시켰다. 수많은 국가들이 러시아에게 여러 경제 제재를 가했으며 우크라이나에게 인도적, 군사적 지원을 제공했다.

## 인권 침해 문제
러시아-우크라이나 전쟁은 여러 인권 침해를 동반했다. 2014년부터 2021년까지 3천명 이상의 민간인 사상자가 발생했으며 이들 대부분은 2014년에서 2015년 사이에 발생했다. 분쟁 지대에 사는 주민의 이동권도 제한되었다. 분쟁 초기 수년동안은 양 측이 자의적인 구금이 발생했다. 2016년 이후 우크라이나 정부 장악 지역에서는 이 행위가 줄어든 반면 분리주의 세력이 장악한 지역은 여전히 계속되었다. 양 측이 저지른 고문 등 학대에 대한 조사는 거의 진전되지 않았다. 유엔 인권 고등판무관 사무소(OHCHR)에 따르면 3개의 TV 채널이 강제로 폐쇄되는 표현의 자유 침해 행위도 발생했다고 보고했다. OHCHR은 분쟁 관련 성폭력 사건도 보고받았으나 "성폭력이 우크라이나 동부 지역의 정부군이나 무장단체가 전략적 혹은 전술적 목적을 위해 사용했다는" 믿을만한 근거는 없다고 밝혔다. OHCHR은 2014년부터 2021년까지 약 4천명의 구금자들이 고문과 학대를 당했으며 이 중 약 1,500명이 정부군에게, 2,500명이 분리주의 무장 단체에게 당한 것이며 성폭력 피해자도 340명이 발생했다고 보고했다.

## 관련 문제

### 가스 분쟁

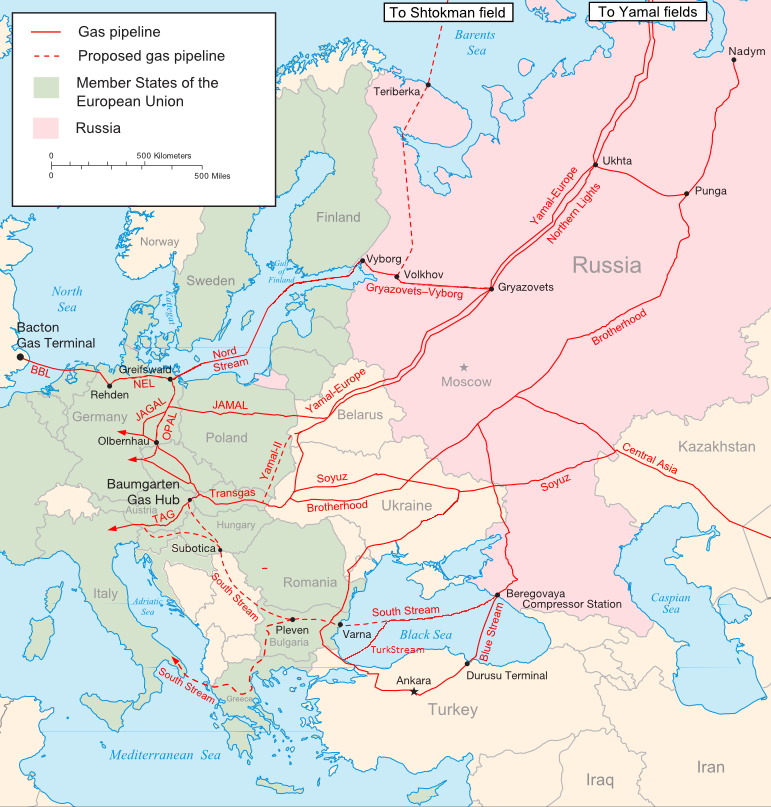
러시아에서 유럽으로 이어지는 주요 가스관을 그린 지도.

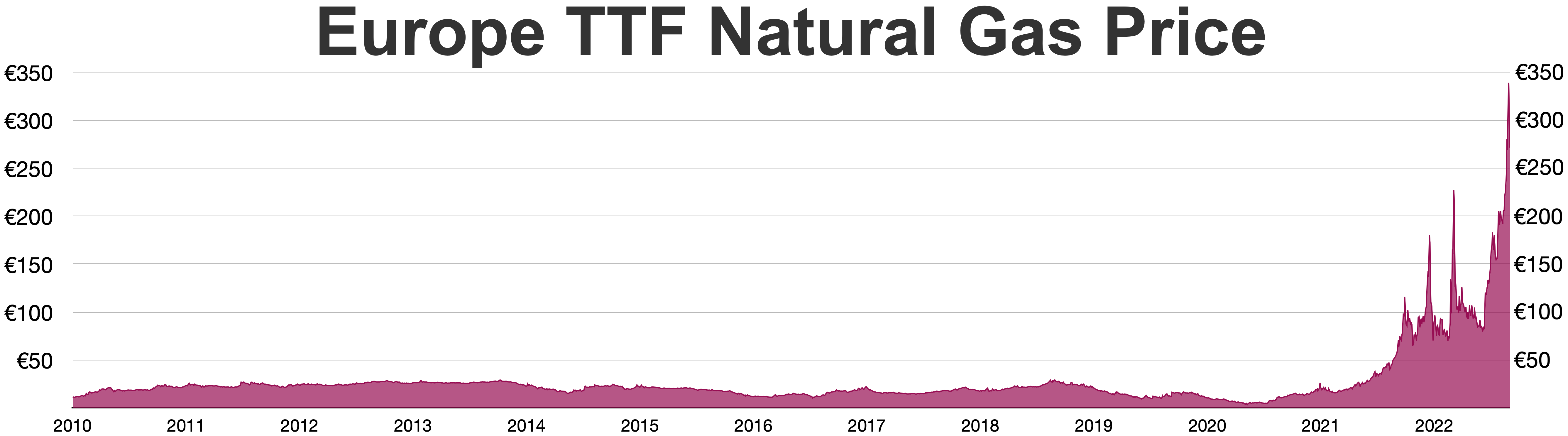
유럽 TTF 천연 가스 가격

2014년까지 우크라이나는 러시아의 천연 가스를 유럽에 판매하는데 거쳐가는 주요 운송로였으며 가스 수송 과정에서 우크라이나는 연간 약 30억 달러의 통행료를 받아 우크라이나 내에서 수익성이 가장 높은 수출산업에 등극했다. 하지만 러시아가 우크라이나를 우회하는 노르트스트림 파이프라인을 가동하고 우크라이나를 지나는 가스 수송량도 꾸준히 줄였다. 2014년 2월 러시아-우크라이나 전쟁이 발발하자 가스 부문으로도 심각한 긴장 상태가 확대되었다. 이후 돈바스 전쟁이 발발하면서 우크라이나의 러시아산 가스 수입 의존도를 줄이기 위해 계획했던 유지우스카 가스전의 우크라이나 자체 셰일가스 매장지 개발 사업이 중단되었다. 결국 EU 에너지 담당 서기관인 귄터 외팅거가 우크라이나에 대한 공급망과 EU를 향한 거래 중개를 위해 파견되었다.
2014년 5월에는 이바노프란키우스크주의 우렌호이-포마리-우주호로드 가스관이 폭발로 파손되었다. 우크라이나 정부는 러시아 테러리스트가 저지른 일이라고 비난했다. 2014년 6월 17일에는 러시아가 우크라이나로 향하는 가스를 대금 미지급을 이유로 제한한지 하루도 되지 않아 폴타바주에서 가스관이 폭발했다. 우크라이나의 내무부 장관인 아르센 아바코우는 다음날 가스관 폭발은 폭탄이 터져 발생했다고 밝혔다.
러시아는 2018년 이후 우크라이나를 거쳐 유럽으로 가는 가스 공급을 완전히 포기할 계획이었다. 러시아의 국영 에너지 기업인 가스프롬은 이미 우크라이나를 거쳐 가는 가스 공급량을 대폭 줄였고, 터키스트림이나 노르트스트림과 같은 다양화한 가스관을 통해 우크라이나를 거쳐 가는 가스 수송량을 더 줄이겠다는 의사를 밝혔다. 가스프롬과 우크라이나는 2019년 러시아산 가스 수송에 대한 5년짜리 계약에 합의했다.
2020년에는 러시아에서 터키로 이어지는 터키스트림 천연가스관이 남동유럽 지역의 가스 공급 이동을 우크라이나 횡단 가스관과 트란스발칸 가스관으로 향하는 수송을 우회하여 바꿔놓았다.
2021년 5월 조 바이든 행정부는 러시아에서 독일로 향하는 노르트스트림 2 가스관의 배후 회사에 대해 트럼프의 미국 적대국에 대한 제재대책법(CAATSA) 제재를 포기했다.. 우크라이나의 젤렌스키 대통령은 조 바이든의 결정에 '놀랍다'며 '실망스럽다'고 의견을 표했다. 2021년 7월에는 미국이 우크라이나에게 독일과의 파이프라인 협정 예고에 대해 비판하지 말아달라고 말했다.
2021년 7월 조 바이든 미국 대통령과 앙겔라 메르켈 독일 총리는 러시아가 '노르트스트림'을 "정치적 무기"로 사용할 경우 미국이 제재를 시작할 수 있다는데 합의했다. 이 협정은 폴란드와 우크라이나가 러시아의 가스 공급망에서 완전히 단절되는 일을 막기 위해 생겨났다. 우크라이나는 2024년 말까지 5천만 달러 상당의 지속 가능한 에너지 관련 대출을 받으며, 독일은 우크라이나의 가스 운송료 손실을 보상하고 우크라이나를 녹색 에너지로 전환하기 위해 10억 달러 규모의 기금을 수립하기로 합의했다. 한편 러시아 정부가 동의할 경우 우크라이나를 통한 러시아산 가스 수송 계약이 2034년까지 연장된다.
2021년 8월 젤렌스키는 러시아와 독일 사이의 노르트스트림 2 천연 가스관이 "우크라이나 뿐 아니라 유럽 전체에 위험한 무기"라고 경고했다. 2021년 9월에는 우크라이나의 나프토하즈 CEO인 유리 비트렌코는 러시아가 천연 가스를 "지정학적 무기"로 사용하고 있다고 비판했다. 비트렌코는 "미국과 독일의 공동 성명에서는 크렘린이 가스를 무기로 사용한다면 적절한 대응을 할 것이라고 말했다. 우리는 현재 노르트스트림 2의 운영사인 가스프롬의 100% 자회사에 대한 제재 조치를 기다리고 있다"라고 말했다.

### 하이브리드 전쟁
러시아-우크라이나 전쟁은 비전통적인 수단을 이용한 하이브리드 전쟁의 요소도 포함하고 있다, 러시아는 2015년 12월과 2016년에 세계 최초로 성공한 전력망을 향한 사이버 공격인 우크라이나의 전력망을 해킹하였고 2017년 6월에는 미국이 당시 알려진 사이버 공격 중 가장 큰 규모라고 밝힌 대규모 공급망을 향한 사이버 공격도 있었다. 이에 대응해 우크라이나도 2016년 10월에 러시아가 우크라이나의 크림반도를 점령하고 돈바스의 분리주의 소요사태를 부추기는 계획과 관련된 2,337건의 이메일을 공개한 수르코프 유출 사건을 지휘했다. 우크라이나를 향해 러시아가 펼치는 정보전 또한 하이브리드 전쟁의 또 다른 전선에 해당한다.
우크라이나 내 러시아의 '제5열'로는 주로 지역당, 우크라이나 공산당, 우크라이나 진보사회당, 러시아 정교회 등의 친러 세력이 언급된다.

### 러시아의 프로파간다와 허위사실 유포

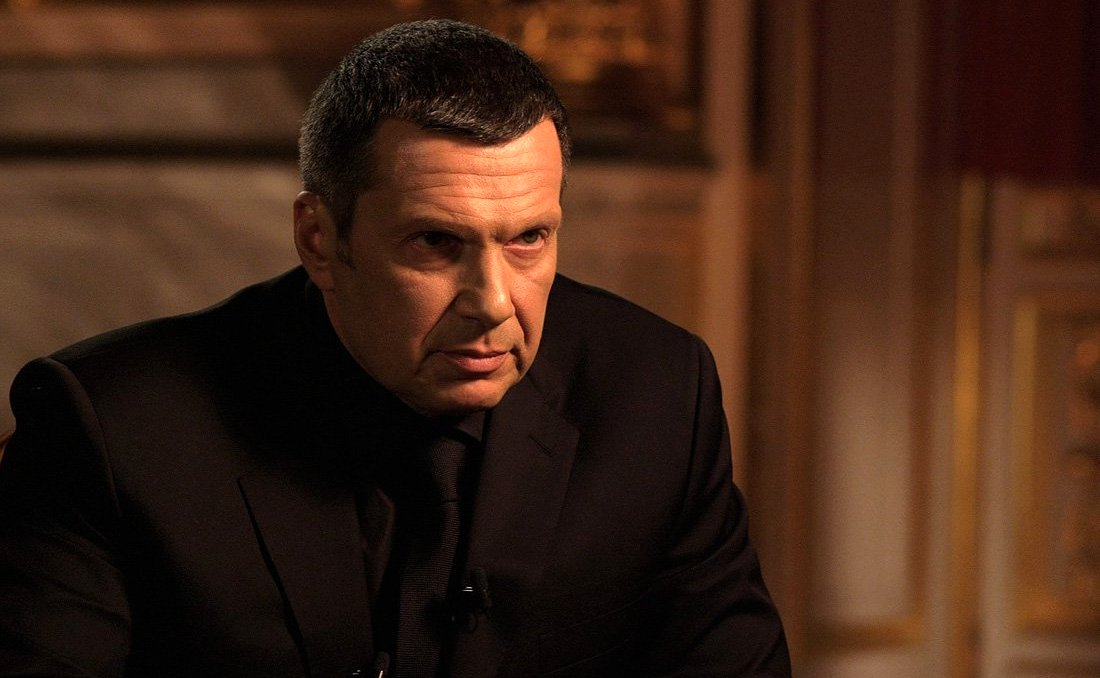
친러시아 논조의 텔레비전과 라디오 방송 진행자인 블라디미르 솔로비요프는 러시아의 우크라이나 침공을 적극적으로 지지했다.

전쟁 중 대중의 분노를 불러일으키기 위해 가짜 정보가 자주 사용되었다. 2014년 4월, 러시아의 뉴스 채널인 러시아 1과 NTV에서는 한 채널에서는 한 남성이 파시스트적인 우크라이나 갱단의 공격을 받았다는 보도를 내보냈는데, 다른 채널에서는 똑같은 남성이 우익 반러 급진주의 민병대의 훈련에 자금을 지원하고 있다는 소식을 보도하고 있었다. 또 다른 채널에서는 그 남성을 '신나치주의'를 믿는 사람으로 보도하는 등 서로 모순된 소식이 동시에 방송되었다. 2014년 5월에는 러시아 1에서 우크라이나의 만행에 대한 이야기를 방송하는데 2012년 북캅카스 연방관구의 작전 장면을 보여주었다. 같은 달 러시아의 뉴스 통신사인 Life.ru는 도네츠크 국제공항을 탈환했을 당시 우크라이나군이 죽인 희생자 사진을 2013년 시리아 내전에서 부상당한 어린이 사진을 보여주었다.
2014년 6월에는 몇몇 러시아 국영 언론이 우크라이나군이 백린탄을 사용하고 있다고 보도했는데, 그 증거로 2004년 이라크에서 미군이 백린탄을 사용하는 영상을 내세웠다. 2014년 7월에는 페르비 카날이 러시아어를 하는 3세 소년이 우크라이나 민족주의자에게 십자가형을 당해 살해당했단 걸 목격했다는 여성의 인터뷰를 보도했는데, 당시 못박혔다고 증언한 슬로우얀스크의 광장이 사실 존재하지 않는 광장이었고, 사건 자체도 존재하지 않았던 거짓으로 밝혀졌다.
2022년 러시아 국영 언론은 우크라이나 동부 지역에서 러시아인이 대량 학살되었으며 집단 무덤이 발견되었다고 보도했다. 루한스크 외곽의 한 무덤의 경우 2014년 격렬한 전투가 벌어져 지역 영안실의 전기가 끊어지자 파해쳐졌다. 국제엠네스티는 2014년 수백 구의 시체로 가득 찬 집단무덤에 대한 러시아의 주장을 조사했고, 결과 러시아와 우크라이나 양측에서 법을 준수하지 않은 초법적인 여러 처형 사례를 발견했다.

러시아의 검열 기구인 로스콤나조르는 러시아 정부에서 나온 발표만을 언론이 보도해야 하며, 그렇지 않을 경우 벌금형 또는 언론 차단을 시행할 수 있고 러시아 내 모든 언론과 학교에 이 전쟁을 "특별 군사 작전"으로만 말하도록 지시했다. 2022년 3월 4일에는 푸틴이 러시아군과 그 작전에 대한 "가짜 뉴스"를 유포하는 사람에게는 최고 15년형의 징역형을 내릴 수 있는 법률에 서명했으며 이후 일부 언론이 우크라이나에 대한 보도를 중단하였다. 러시아의 야당 정치인인 알렉세이 나발니는 (러시아 내에서) 러시아 국영 언론이 "거짓말의 괴물"이라는 건 상상할 수 없으며, "불행히도 대체 정보에 접근할 수 없는 사람들에게는 설득력도 높다"라고 말했다. 나발니는 트위터에서 러시아 국영 언론인과 같은 '전쟁 당사자'(warmongers)들은 "반드시 전범으로 취급해야 하며, 편집장부터 뉴스쇼 진행자, 뉴스 편집자까지 전부 [이들은] 언젠가 제재를 받고 재판을 받아야 한다"라고 말했다.
우크라이나의 대통령인 젤렌스키는 유대인임에도 불구하고, 푸틴과 러시아 언론들은 우크라이나 정부를 보고 러시아의 보호를 필요로 하는 러시아 민족을 박해하는 신나치주의자들이 모여 있다고 비난했다. 언론인 나탈리아 안토노바는 "현재 러시아의 침략전쟁은 선전을 통해 마치 제2차 세계 대전 시기 나치 독일을 막기 위해 사망한 수백만 명의 러시아 군인의 유산을 잇는 것처럼 변모하였다"라고 말했다. 우크라이나가 러시아가 발의한 나치즘 미화 퇴치와 관련한 유엔 총회 결의안 A/C.3/76/L.57/Rev.1 채택을 거부하며 나치즘, 신나치주의, 기타 인종 차별과 인종주의, 외국인 혐오와 관련된 무관용의 현대적 표현 형태에 대해 반대하는 안을 반대했다는 우크라이나를 친나치적 국가라고 러시아가 주장하였다. 실제로 결의안 채택을 거부한 또 다른 국가는 미국으로 러시아가 이와 함께 선전의 근거를 잡아두고 있다. 유엔 경제 사회 이사회(ECOSOC) 미국 부대표는 러시아가 발의한 결의안에 대해 "주변국을 폄하하는 러시아의 허위 정보 선전전을 합법화하러는 얄팍한 시도이며 나치 미화를 종식하자는 냉소적인 가장을 사용해 현대 유럽 역사를 왜곡된 소련 기준 이야기로 홍보하러는 것"이라고 비난했다.

### 러시아-나토 관계

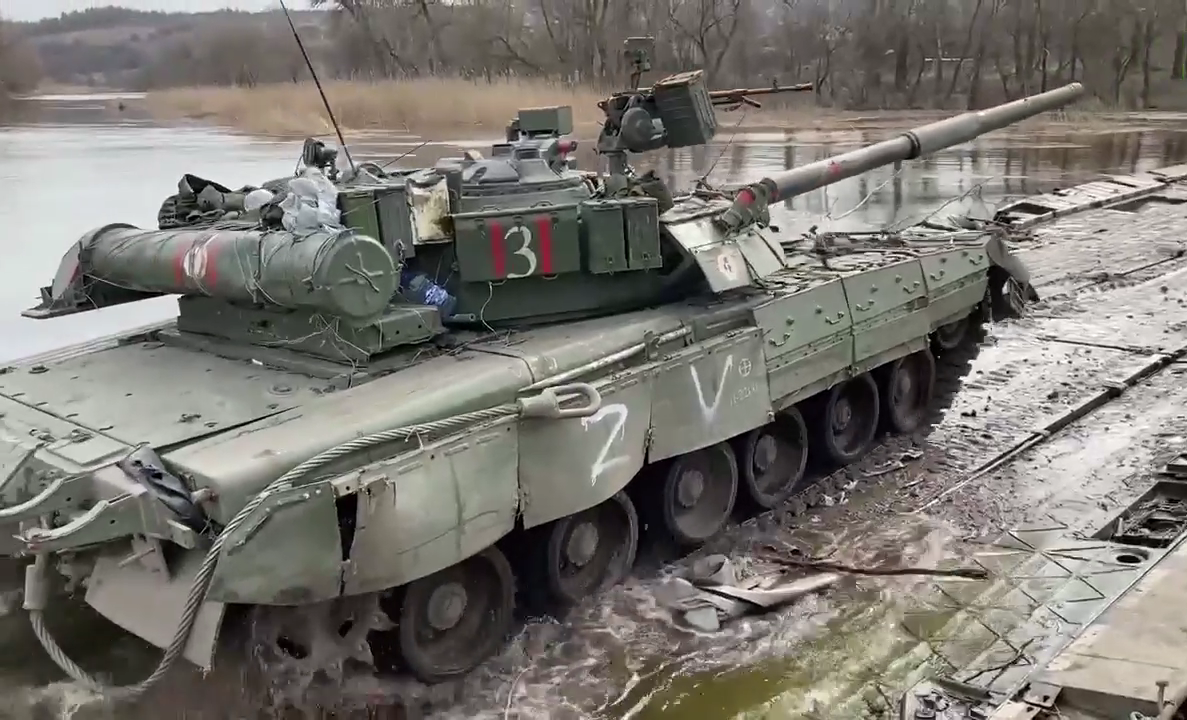
우크라이나로 보내지기 전 Z와 V 표시가 있는 러시아 전차 한 대

발트해와 흑해 상공을 비행하는 러시아군의 군용기는 종종 위치를 숨기거나 항공관제사와 연락하지 않아 민항기에게 잠재적인 충돌 위험이 존재한다. 나토 항공기는 2022년 4월 말 나토 동맹국 영공 인근에서 비행하는 러시아군 군용기를 추적하고 요격할 목적으로 여러 차례 스크렘블을 했다. 다만 러시아 항공기가 나토 동맹국 영공에 진입한 적은 없었으며 안전하며 표준적인 방법으로 요격이 이뤄졌다. 러시아의 외무부 장관 세르게이 라브로프는 이 충돌을 나토가 선전한 대리전이라고 주장하며 "우리는 나토와 전쟁하고 있다고 생각하진 않지만... 불행히도 나토는 러시아와 전쟁 중이라고 믿고 있다"라고 말했다. 당시 영국의 총리 보리스 존슨은 나토가 우크라이나에서 '대리전'을 벌이고 있다는 라브로프의 주장을 부인했다. 전 미국 중앙정보국(CIA) 국장인 리언 패네타는 ABC 방송과의 인터뷰에서 미국은 러시아와의 대리전에 '의문의 여지 없이' 관여 중이라고 밝혔다.

## 국제적인 반응

### 러시아의 크림반도 합병에 대한 반응

#### 우크라이나의 반응

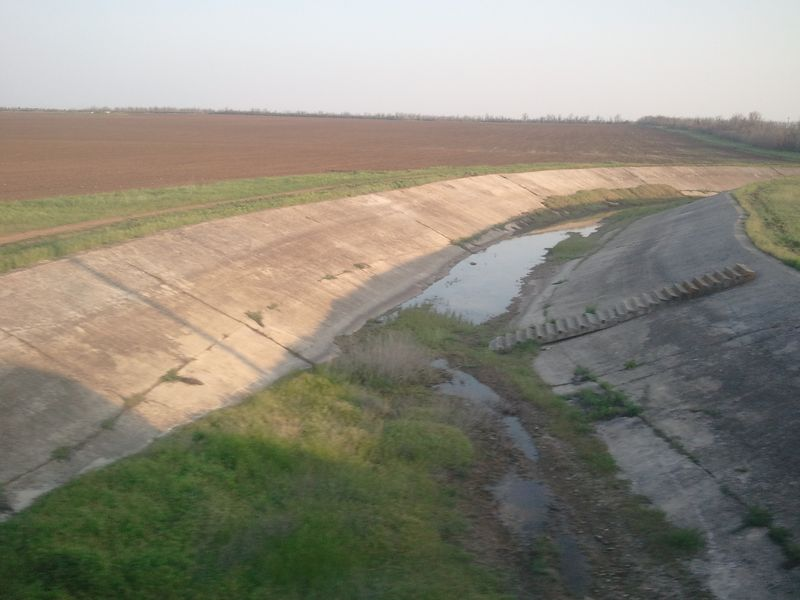
러시아가 크림반도를 합병하면서 우크라이나 정부는 크림반도에 식수와 관개용수의 85%를 공급하던 북크림 운하의 연결을 끊어버렸다.

우크라이나의 임시 대통령인 올렉산드르 투르치노우는 러시아가 크림반도에 있는 크림 의회 건물과 기타 정부청사 건물의 점령을 지원해 "분쟁을 촉발시켰다"고 비난했다. 투르치노우는 러시아‒조지아 전쟁과 비교했는데 당시 러시아군은 조지아의 영토를 일부 점거하고 압하지야와 남오세티야를 러시아의 지원을 받는 분리독립 세력의 행정부의 통제 하에 조지아 영토의 일부가 독립했다. 투르치노우는 푸틴 대통령에게 크림반도에서 러시아군의 철수를 요구하며 우크라이나의 영토를 보존하고 독립을 지켜달라고 요구했다. 3월 1일에는 투르치노우가 "군사적 개입은 전쟁의 시작이자 우크라이나와 러시아 사이 모든 관계의 종말로 다가올 것이다"라고 경고했다. 또한 같은 날 투르치노우 임시 대통령은 우크라이나군에게 전면 경계 태세와 전투태세돌입을 명령했다.
2016년 4월 20일에는 우크라이나 정부가 2014년 러시아의 군사 개입으로 영향을 받은 크림반도, 도네츠크, 루한스크에 대한 점령영토 관리를 위해 임시 점령된 영토의 재통합부가 세워졌다.

#### 미국과 나토군의 반응

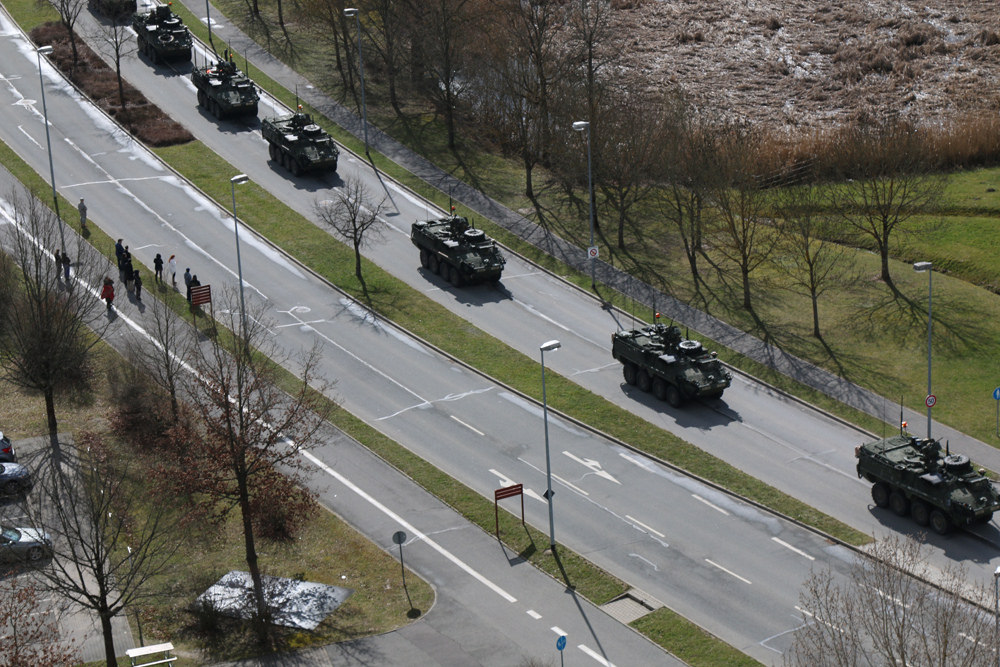
2014년 4월 시작된 나토의 중부 및 동유럽의 군사 주둔지 재점검에 관련한 작전인 대서양 결단 작전 기간 독일 필제크를 지나는 미군 호송대.

2014년 3월 4일 미국은 우크라이나에 10억 달러 규모의 원조를 약속했다. 러시아의 행동은 역사적인 영향권 내 인근 국가들, 특히 발트 3국과 몰도바의 긴장이 늘어났는데 이 국가들은 전부 러시아어 사용 인구가 많고 특히 몰도바의 경우에는 분리독립된 트란스니스트리아에 러시아군이 주둔해 있다. 일부는 방위력 증강에 힘을 쏟았고 많은 국가들이 최근에 가입한 나토와 미국에게 지원을 요청했다. 이 분쟁은 소련과 맞서기 위해 수립되었지만 최근 몇년간 "원정 임무"에 더 많은 자원을 투입하는 나토의 "재활성화"로 이어졌다.
러시아와의 분쟁에서 미국은 외교적 지원 외에도 2010년대에 우크라이나에게 약 15억 달러 어치의 군사 원조도 제공했다. 2018년 미국 하원은 우크라이나 국토방위대대 산하 아조프 연대의 미군 훈련 지원을 금지하는 법안을 통과했다. 예년도인 2014년부터 2017년까지 아조프 연대 지원을 금지하는 법안을 통과했으나 미 국방성의 압력으로 개정안이 조용히 사라졌던 예가 있다.

#### 금융 시장의 반응
크림반도에서 긴장이 발생한 초기에 러시아와 유럽 증시가 폭락했다. 크림반도 개입으로 스위스 프랑은 달러 대비 2년 만에 최고치를, 유로화는 달러 대비 1년 만에 최고치를 기록했다. 유로와 미국 달러 모두 상승했고 호주 달러 환율도 상승했다. 러시아 증시는 10% 폭락했고 러시아 루블화는 미국 달러와 유로화 되비 사상 최저치를 경신했다. 러시아 중앙은행은 통화 안정을 위해 120억 달러 규모로 외환시장에 개입하고 금리를 인상했다. 우크라이나가 주요 작물 수출국인 밀과 옥수수의 가격도 상승했다.
이후 2014년 3월 말 일어난 러시아의 크림반도 합병에 대한 반응은 매우 부드러웠는데, 이는 크림반도에서 주민투표가 시행된 직후 세계 금융시장이 급반응했으며 경제 제재조치도 이전의 러시아 침공으로 이뤄지면서 여러 불안요소가 선반영되었기 때문으로 추정된다. 타 언론에서는 유럽연합과 미국의 대러 제재 발표 이후 2014년 3월 17일 월요일 세계 금융 시장이 상승세였던 것은 제재가 러시아에게 타격을 주기에는 너무 약한 것으로 보이기 때문이라고 분석했다. 2014년 8월까지 독일 DAX지수는 독일에서 13번째로 큰 무역상대국인 러시아가 제재에 보복할 것이라는 우려로 연중 6% 하락했고, 6월 이후에만 11% 하락했다.

### 러시아의 돈바스 개입에 대한 반응

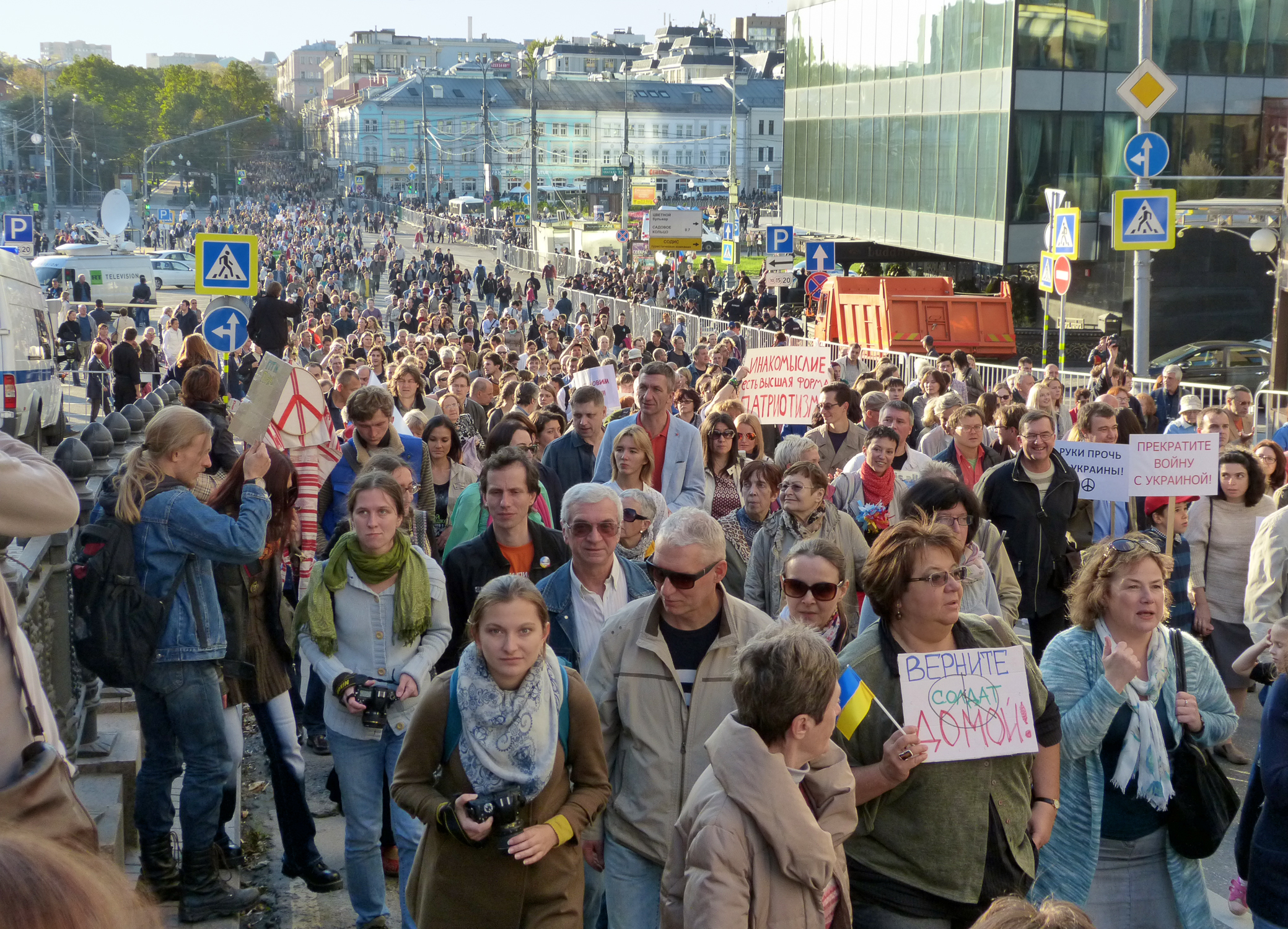
2014년 9월 21일, 러시아 모스크바의 반전 집회 현장.

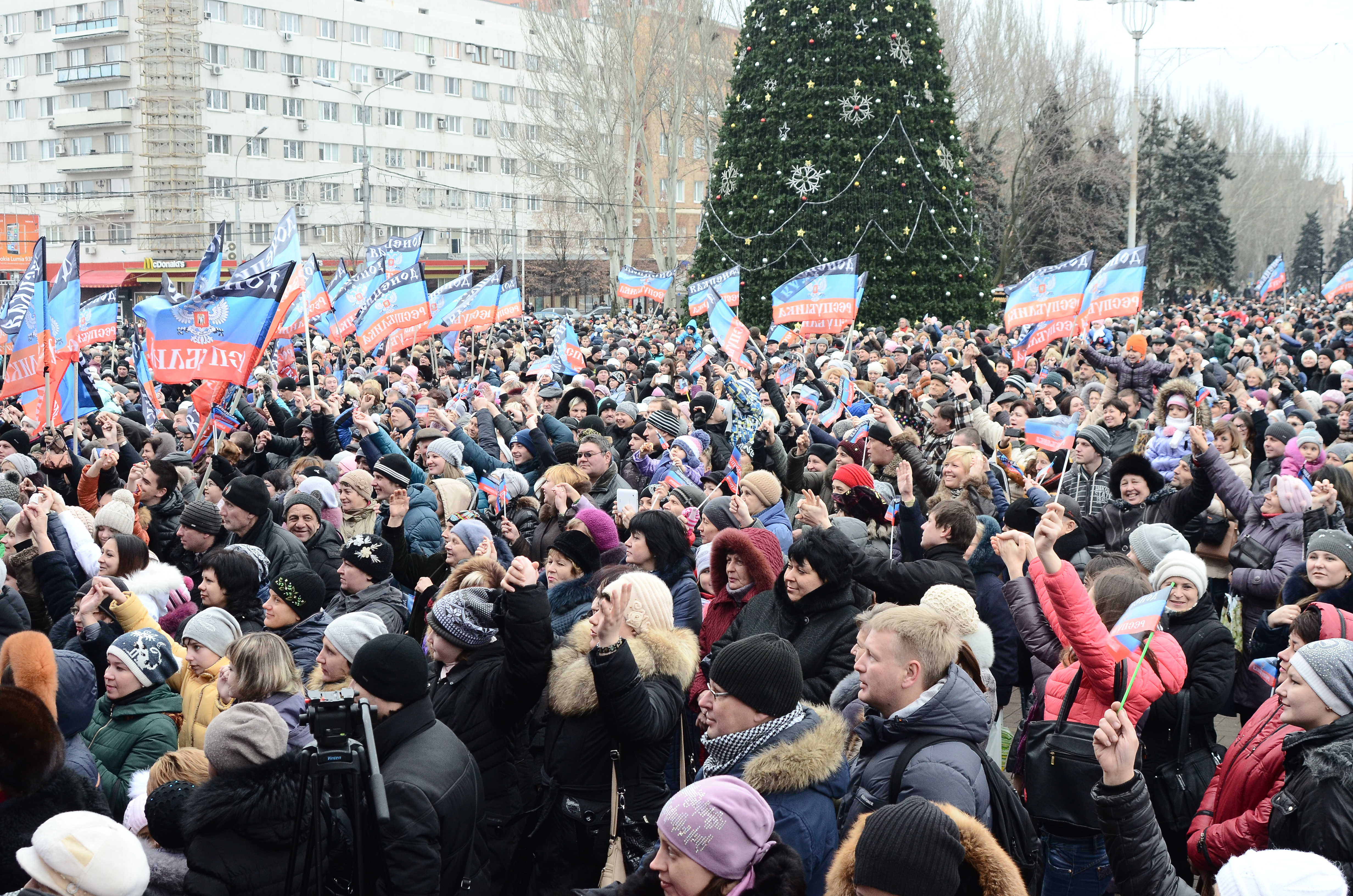
2014년 12월 20일, 도네츠크의 친러 지지 시위 현장.

#### 우크라이나의 여론
국제공화연구소는 2014년 9월 12일부터 25일까지 러시아가 합병한 크림반도를 제외한 우크라이나 전역을 대상으로 여론조사를 실시했다. 응답자의 89%가 러시아의 우크라이나를 향한 군사 개입에 반대했다. 지역별로 보면 드니프로페트로우스크주를 포함한 동우크라이나에서 78%가 개입에 반대했고, 남우크라이나에서는 89%가, 중앙우크라이나에서는 93%가, 서우크라이나에서는 99%가 러시아의 개입에 반대했다. 모국어별로 보면 러시아어 화자의 79%가, 우크라이나어 화자의 95%가 러시아의 개입에 반대했다.조사 대상자의 80%는 우크라이나가 단일 국가로 존속해야 한다고 응답했다.
2015년 1월 16일부터 22일까지 독일 최대의 시장 조사 분석 기관인 GfK의 우크라이나 지부는 러시아가 병합한 크림반도의 크림 공화국을 대상으로 여론조사를 진행했다. 그 결과 응답자의 82%는 크림반도의 러시아 병합을 지지했고, 11%는 부분적으로 지지한다고 답했다. 병합에 반대한다는 여론은 4%로 집계되었다.
2020년 9월부터 10월까지 여론조사기관 '레바다'와 키이우 국제 사회학 기관이 공동으로 주관한 여론조사에 따르면 분리주의 세력이 통치하는 도네츠크 인민공화국과 루간스크 인민공화국 내에서 응답자의 절반 이상이 (자치 지위의 정도 여부와 상관 없이) 러시아에 합병하길 원했고, 약 10%가 독립을 원했으며 12%는 우크라이나로의 재통합을 원한다고 응답했다. 우크라이나 정부가 장악한 돈바스 지역의 여론조사는 정 반대인데 대부분의 응답자가 분리주의 세력이 장악한 지역이 우크라이나로 돌아와야 한다고 응답했다. 2022년 1월 레바다의 여론 조사에 따르면 분리주의 세력 내에서 약 70%가 돈바스는 러시아에 합병되어야 한다고 응답했다.

#### 러시아의 여론
2014년 8월 레바다 센터의 조사에 따르면 여론조사에 응답한 러시아인 중 13%만이 러시아 정부의 우크라이나를 향한 전쟁을 지지한다고 밝혔다. 또한 같은 해 러시아에서는 우크라이나의 전쟁에 반대하는 시위도 일어났다. 유명한 시위로는 3월에 일어난 첫 반전 시위와 2014년 9월 21일 "경찰의 엄중한 감시 아래" 열린 모스크바 시내에서 수만 명이 우크라이나 전쟁에 항의한 시위가 있다.

### 러시아의 우크라이나 침공에 대한 반응

#### 우크라이나의 여론

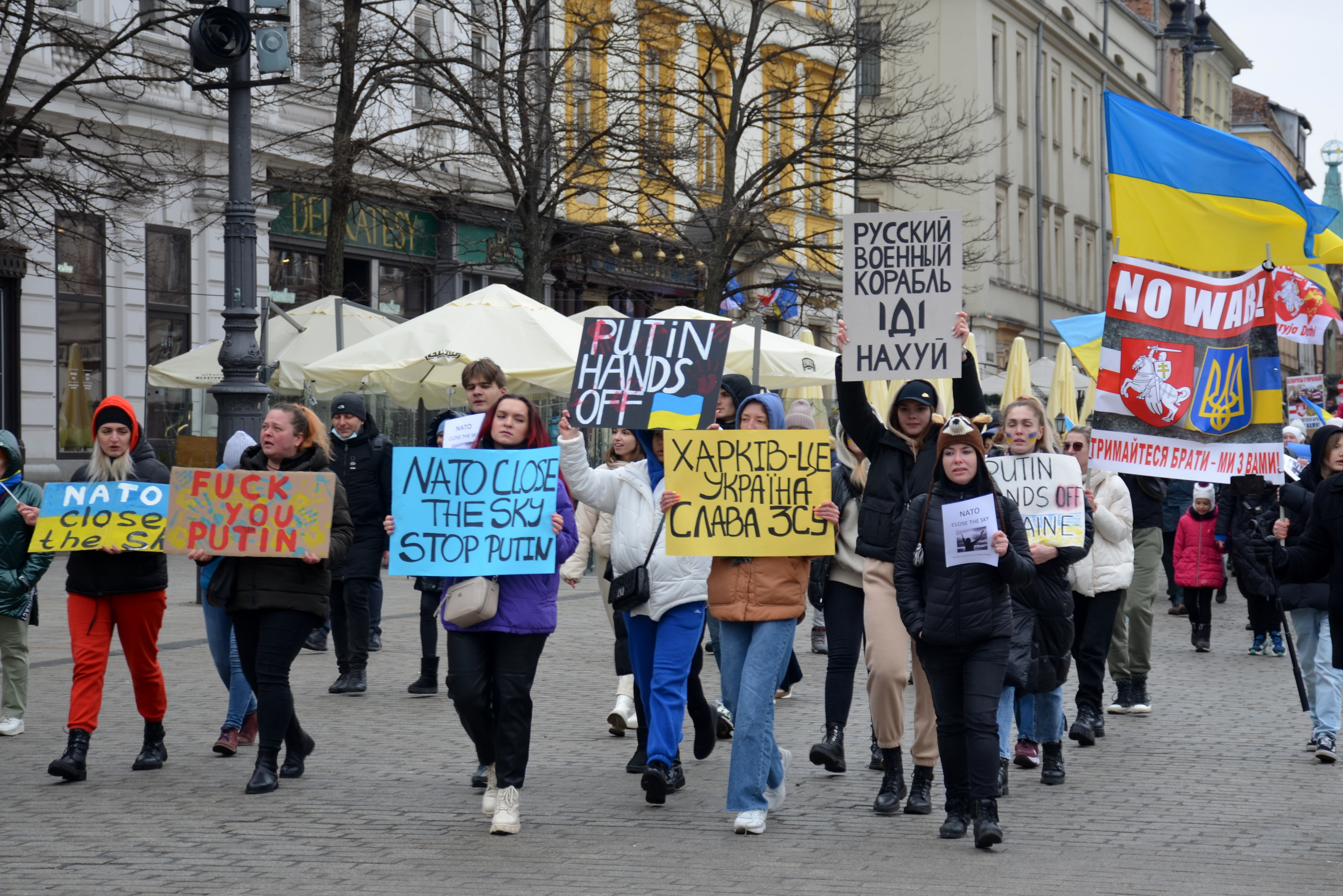
2022년 3월 6일, 반전 시위를 열고 있는 폴란드 크라쿠프의 우크라이나인 난민.

러시아가 우크라이나를 전면 침공한지 7일 후인 2022년 3월 마이클 애쉬크로프트가 러시아가 점령한 크림반도와 분리주의 세력이 장악한 돈바스 지역을 제외한 우크라이나 전역에서 시행한 여론조사 결과 우크라이나 내 러시아인 82%를 포함한 우크라이나인의 98%가 우크라이나는 러시아의 일부가 아니라고 답했다. 또한 우크라이나 국민의 97%가 블라디미르 푸틴 러시아 대통령에 대해 부정적인 의견을 표했으며, 94%는 러시아군에 대해 부정적 시각을 가지고 있다고 응답했다.
2021년 말 기준 우크라이나인의 75%가 러시아 일반인에 대해 우호적이라고 답했던 반면, 2022년 5월 여론조사에서는 우크라이나인의 82%가 러시아인에 대해 부정적인 태도를 가지고 있다고 응답했다.

#### 러시아의 여론
2022년 4월 레바다 센터의 조사에 따르면 러시아인의 약 74%가 우크라이나의 "특별 군사 작전"을 지지하고 있다고 응답했으며, 이는 2014년 이후 러시아의 여론이 크게 변화한 것과 관련이 있다. 일부 소식통은 많은 러시아인들이 "특별 군사 작전"을 지지한 이유로 러시아의 선전과 허위 정보 작전 때문으로 분석하고 있다. 또한 일부 응답자들은 자신이 부정적인 결과를 입을까 두려워하여 여론조사자의 질문에 대답하길 원치 않는 경향을 보인다고 분석했다. 3월 말 레바다 센터가 러시아에서 시행한 여론조사를 분석한 결과, 군사 작전이 왜 이루어지고 있냐고 생각하냐는 질문에 대해서 응답자의 43%가 우크라이나 민간인, 러시아인 혹은 러시아어 화자를 보호하고 지키기 위해서라고 답변했고 25%가 러시아의 공격을 막기 위해서라고 말했으며 21%는 우크라이나의 민족주의자를 제거하고 "탈나치화"하기 위해, 3%는 우크라이나 및 돈바스 지역을 러시아에 병합하기 위해서라고 답했다.

#### 미국의 반응
2022년 4월 28일, 미국의 대통령 조 바이든은 우크라이나에 무기를 제공하는데 소요되는 200억달러어치를 포함해 총 330억달러 어치의 우크라이나 추가 원조비용을 의회에 요구했다. 5월 5일에는 우크라이나의 총리 데니스 시미할은 우크라이나가 2월 24일 러시아에게 침공받은 이후로 서방 국가로부터 총 120억달러 이상의 무기와 자금 지원을 받았다고 발표했다. 5월 21일에는 미국 의회가 우크라이나에 400억 달러 규모의 신규 군사 및 인도적 지원을 제공하는 법안을 통과했다. 2022년 8월 기준 미국의 국방비는 아프가니스탄에서 첫 5년간 소요된 전쟁 비용을 초과했다. 《워싱턴 포스트》는 우크라이나 전쟁의 전선에 인도된 미국의 신형 무기가 더 많은 사상자가 발생할 더 근접 전투가 발생할 것이라는 시나리오를 소개했다. 미국은 급증한 무기 수송과 30억 달러 규모의 군사 원조 패키지를 통해 "우크라이나에서의 전쟁지속력"을 구축하러 한다고 보도했다.

## 같이 보기
- 2020년대 원자재 대란
- 2022년 러시아의 우크라이나 침공
- 러시아-우크라이나 전쟁의 사상자
- 2022년 러시아의 우크라이나 침공 중 국제 제재
- 러시아-우크라이나 전쟁 기간 손실된 항공기 목록
- 유럽의 분쟁 목록
- 우크라이나의 분쟁과 군사점령 목록
- 진행 중인 군사 분쟁 목록
- 러시아-우크라이나 전쟁 기간 손실된 함선 목록
- 러시아의 전쟁 목록
- 우크라이나의 전쟁 목록
- 러시아-우크라이나 전쟁의 언론 보도
- 우크라이나의 현대사
- 신세대 전쟁
- 러시아군의 시리아 내전 개입
- 트란스니스트리아 내 러시아군 주둔
- 러시아-우크라이나 전쟁 기간 영토 변화

## 참고 문헌
- 우크라이나사의 서지

- Bowen, Andrew (2017). “Coercive Diplomacy and the Donbas: Explaining Russian Strategy in Eastern Ukraine”. 《Journal of Strategic Studies》 42 (3–4): 312–343. doi:10.1080/01402390.2017.1413550. S2CID 158522112.
- Bremmer, Ian (1994). “The Politics of Ethnicity: Russians in the New Ukraine”. 《Europe-Asia Studies》 46 (2): 261–283. doi:10.1080/09668139408412161.
- Derix, Steven. Zelensky: Ukraine's President and His Country (2022) excerpt
- Hagendoorn, A.; Linssen, H.; Tumanov, S. V. (2001). 《Intergroup Relations in States of the former Soviet Union: The Perception of Russians》. New York: Taylor & Francis. ISBN 978-1-84169-231-9.
- Legvold, Robert (2013). 《Russian Foreign Policy in the Twenty-first Century and the Shadow of the Past》. New York: Columbia University Press. ISBN 978-0-231-51217-6.
- Marples, David R. ed. The War in Ukraine's Donbas: Origins, Contexts, and the Future (2022) excerpt

## 틀 둘러보기
- 틀:러시아-우크라이나 전쟁
- 틀:2022년 러시아의 우크라이나 침공
- 틀:돈바스 전쟁
- 틀:2014년 크림 위기
- 틀:유로마이단
- 틀:진행 중인 군사 분쟁
- 틀:러시아의 전쟁
- 틀:탈냉전 시대 유럽의 분쟁